# 잭 더 리퍼
잭 더 리퍼(영어: Jack the Ripper)는 1888년 런던의 화이트채플 지구와 그 주변의 빈민가에서 활동한 신원 미상의 연쇄 살인범이다. 형사 사건 파일과 동시대의 언론은 살인자를 화이트채플 살인범(영어: Whitechapel Murderer) 혹은 가죽 앞치마(영어: Leather Apron)로 불렀다.
잭 더 리퍼는 이스트엔드오브런던의 빈민가에 거주하는 여성 매춘부를 습격했다. 피해자들은 목이 베이고 나서 복부가 절개되었다. 3명 이상의 피해자가 내장을 적출 당해서 살인범이 해부학적 지식이나 외과 지식을 갖고 있다는 추측이 나오기도 했다. 1888년 9월과 10월에 살인이 있었다는 소식은 거세게 퍼졌고 언론과 스코틀랜드 야드는 자신이 살인자라고 주장하는 사람들로부터 수많은 편지를 받았다. 잭 더 리퍼라는 이름은 그 편지 중 하나에서 유래했다. 현재 이 편지는 거짓으로 받아들여지는데, 많은 관심을 받는 기사를 쓰고 신문 발행부수를 늘리기 위해 기자들이 작성했을 가능성이 높다. 화이트채플 자경위원회의 조지 러스크가 받은 '지옥으로부터' 편지에는 피해자 중 한 명에게서 잘라냈다고 하는 신장 반쪽이 보존된 상태로 넣어져 있었다. 대중들은 살인자의 비정상적으로 잔인한 성격과 범죄에 대한 언론 보도로 인해 "잭 더 리퍼"라는 단일 연쇄 살인범의 존재를 점점 더 믿게 되었다.
잭 더 리퍼는 여러 신문 보도를 받으면서 세계적으로 큰 명성을 얻었고 잭 더 리퍼 전설은 더욱 굳건해졌다. 경찰은 1888년에서 1891년 사이에 화이트채플과 스피탈필즈에서 자행된 11건의 잔인한 살인 사건 모두와 1888년의 살인과의 연관성을 확실히 찾지 못했다. 메리 앤 니컬스, 애니 채프먼, 엘리자베스 스트라이드, 캐서린 에도스, 메리 제인 켈리 이 다섯 희생자들을 일컬어 "캐노니컬 파이브(canonical five)"라 부르며, 이들이 살해당한 1888년 8월 31일부터 11월 9일 사이의 살인 사건이 잭 더 리퍼와 가장 높은 연관성을 지녔다. 이 사건은 결국 해결되지 않았고, 잭 더 리퍼를 둘러싼 전설은 역사 연구, 민속학 및 의사 역사학과 결합되어 오늘날에도 대중의 상상력을 자극하는 소재가 되었다.

## 배경

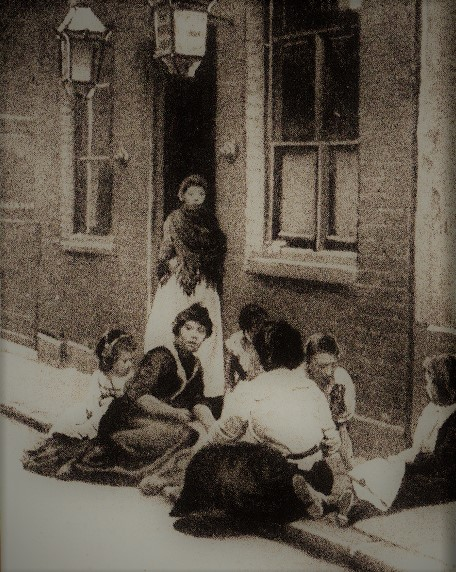
잭 더 리퍼가 피해자 2명을 살해한 곳 근처에 있는 화이트채플 공동 하숙소 앞에 모인 여성과 어린이들

19세기 중반, 아일랜드 이민자들이 영국에 이주하며 이스트엔드오브런던을 비롯한 주요 도시의 인구가 증가했다. 1882년부터 러시아와 동유럽의 여러 지역에서 학살을 피해 도망친 유대인 난민들도 같은 지역으로 이주했다. 이스트엔드오브런던에 있는 화이트채플 구는 1888년까지 인구가 약 80,000명으로 증가하면서 점점 과밀화되었다. 이로 인해 노동과 주거 환경이 악화되었고 상당히 많은 경제적 하위 계층이 형성되었는데, 당시 이스트엔드에서 태어난 영유아의 55%가 5세가 채 되기 전에 사망할 정도였다. 강도, 폭력, 알코올 의존 등은 일상적이었고 고질적인 빈곤으로 인해 많은 여성들이 매춘을 통해 생계를 유지했다.
1888년 10월 당시 런던 광역경찰청은 화이트채플의 62개의 매춘 업소에서 1,200명의 여성이 매춘부로 일하고 있고, 화이트채플 내의 233개 공동 하숙소에서 매일 밤 약 8,500명이 숙박한다고 추정했다. 숙박 요금은 개인 침대는 4펜스, 하숙소 공중에 걸린 밧줄에서 기대고 자는 비용은 1인당 2펜스였다.
화이트채플의 경제적 문제로 인해 사회적 긴장감은 꾸준히 상승했다. 1886년과 1889년 사이에 빈번하게 이어졌던 시위는 대중과 경찰을 모두 불안하게 하였고 결국 피의 일요일 사건이 벌어진다. 반유대주의, 범죄, 토착주의, 인종차별, 사회적 혼란, 심각한 빈곤이 계속됨에 따라 화이트채플이 부도덕하고 악명 높은 곳이라는 대중적 인식이 만들어졌다. 이러한 인식은 1888년 가을 "잭 더 리퍼"의 사악하고 기괴한 살인 사건이 언론에서 전례 없는 보도를 받자 더욱 강해졌다.

## 살인

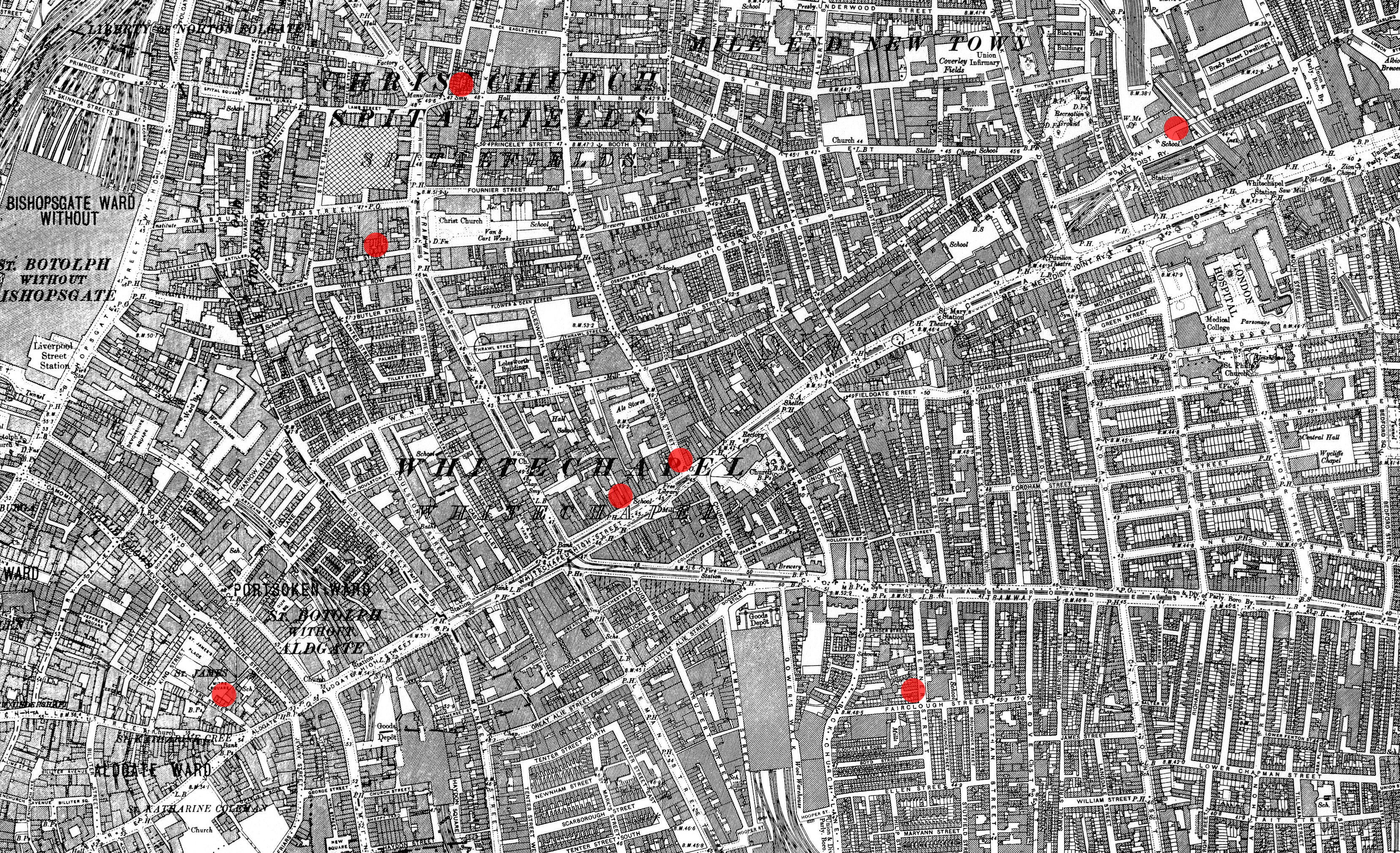
화이트채플의 첫 7건의 살인 사건 현장 – 오스본 가 (중앙 우측), 조지 야드 (중앙 좌측), 헌버리 가 (상단), 벅스 로우 (맨 오른쪽), 베르너 가 (하단 우측), 마이터 광장 (하단 좌측), 도싯 가 (중앙 좌측)

이 기간 동안 이스트엔드에서 한 사람에 의해 얼마나 많은 여성 피해자가 살해되었는지는 불확실하다. 1888년 4월 3일부터 1891년 2월 13일까지 11건의 개별 살인 사건이 런던 경찰청의 조사 대상에 들어갔고 경찰 기록에는 "화이트채플 연쇄살인사건"으로 통칭되었다. 발생한 살인 사건을 같은 범인으로 생각해야 하는지 의견이 분분하지만 "캐노니컬 파이브"로 불리는 11건 중 5건은 잭 더 리퍼의 소행으로 널리 알려져 있다. 대부분의 전문가들은 목 뒤의 깊이 베인 상처와 복부 및 생식기 부위에 생긴 광범위한 손상, 내부 장기 적출, 점진적인 안면 베임이 리퍼의 살인 방식의 특징이라고 지적한다. 화이트채플 연쇄살인사건 기록의 처음 두 사건인 에마 엘리자베스 스미스와 마사 태브럼 살인 사건은 캐노니컬 파이브에 포함되지 않는다.
스미스는 1888년 4월 3일 오전 1시 30분에 화이트채플의 오스본 가에서 강도와 성폭행을 당했다. 스미스는 얼굴에 뺨을 맞았으며 귀에도 상처를 입었다. 뭉툭한 무언가가 그녀의 질에 삽입되어 복막이 파열되었다. 그로 인해 복막염에 걸린 스미스는 다음날 런던 병원에서 사망했다. 스미스는 자신이 두세 명의 남자에게 공격을 받았고 그 중 한 명은 십대였다고 말했다. 언론은 이 사건을 이후의 살인 사건과 연관지었지만 대부분의 저자는 스미스의 죽음을 잭 더 리퍼 사건과 관련 없는 평범한 이스트 엔드 갱 폭력 사건으로 본다.
태브럼은 1888년 8월 7일 화이트채플의 조지 야드 계단에서 살해되었다. 그녀는 목, 폐, 심장, 간, 비장, 위, 복부에 39개의 자상을 입었고 가슴과 질도 칼로 상처를 입었다. 태브럼의 상처는 하나를 빼면 모두 주머니칼 같이 날이 있는 도구로 만들어졌으며 오른손잡이가 사용했다. 태브럼은 강간을 당하지 않았다.
경찰은 잭 더 리퍼 특유의 야만성을 드러내고 명백한 동기가 부족하며, 사건의 위치와 날짜가 다른 사건과 가까워서 태브럼 살헤 사건을 잭 더 리퍼가 이후에 저지른 살인과 연관지었다. 그러나 태브럼 살해 사건은 잭 더 리퍼의 범행과는 차이가 있다. 피해자가 반복적으로 칼에 찔렸지만 목이나 복부에 베인 상처가 없었기 때문이다. 상처의 구조의 차이 때문에 많은 전문가들은 이 사건을 잭 더 리퍼와 연관짓지 않는다.

### 캐노니컬 파이브
캐노니컬 파이브는 메리 앤 니컬스, 애니 채프먼, 엘리자베스 스트라이드, 캐서린 에도스, 메리 제인 켈리이다.
메리 앤 니컬스의 시신은 8월 31일 금요일 오전 3시 40분 화이트채플의 벅스 로우(현재 더워드 가)에서 발견되었다. 스필탈필즈의 트롤 가(Thrawl Street)에 있는 공동 하숙집에서 같은 침실을 쓰던 에밀리 홀랜드가 시신이 발견되기 약 1시간 전에 화이트채플 로드쪽으로 걸어가다가 마지막으로 니컬스를 목격했다. 깊은 상처 두 개가 나며 목이 잘렸고, 상처 중 하나는 모든 조직이 척추까지 완전히 잘린 상처였다. 니컬스의 질은 두 번 찔렸고 복부 아래쪽은 깊고 들쭉날쭉한 상처로 부분적으로 찢겨져 내장이 튀어나왔다. 복부 양쪽에 가해진 다른 상처도 같은 칼로 인한 상처였다. 이 상처들은 아래쪽으로 찌르는 방식으로 만들어졌다.

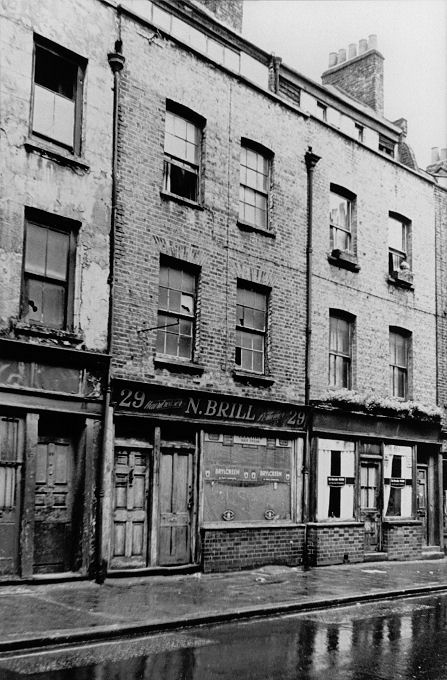
헌버리 가 29번지. 애니 채프먼과 살인자가 시신이 발견된 마당으로 가기 위해 지나간 문이 부동산 표지판의 숫자 아래에 있다.

일주일 후인 9월 8일 오전 6시 스피탈필즈의 헌버리 가 29번지 뒷마당 출입구 계단 근처에서 애니 채프먼의 시신이 발견되었다. 메리 앤 니컬스의 경우와 마찬가지로 깊은 상처 두 개가 나며 목이 잘렸다. 복부는 완전히 절개되어 왼쪽 어깨에 배의 살이 얹어져 있었고, 오른쪽 어깨에는 피부와 살점, 소장이 얹어져 있었다. 또한 부검 결과 자궁과 방광, 질의 일부가 적출된 것이 확인되었다.
엘리자베스 롱은 오전 5시 30분에 헌버리 가 29번지 밖에서 채프먼이 갈색 사슴추적 모자(en)와 검은 외투를 입고 있던 초라하고 점잖아 보이는 흑발의 남자와 함께 서 있던 것을 보았다고 증언했다. 롱의 목격담에 따르면 그 남자는 채프먼에게 "하시겠습니까?(Will you?)"라는 질문을 던졌고 이에 채프먼은 "예"라고 대답했다고 한다.
엘리자베스 스트라이드와 캐서린 에도스는 모두 1888년 9월 30일 일요일 새벽에 사망했다. 스트라이드의 시신은 화이트채플의 베르너 가(현재 헨리케스 가)에서 오전 1시에 발견되었다. 목이 6인치 정도 가로질러 베여서 왼쪽 경동맥과 오른쪽 턱 아래쪽 기관이 끊어진 것이 사인이였다. 스트라이드의 몸은 그 이상 절단되지 않아서 스트라이드 살인 사건이 진짜로 잭 더 리퍼에 의해 자행된 것인지, 습격 중에 방해를 받았는지에 대한 논란이 이어졌다. 이후에 몇몇 목격자들은 경찰에 9월 29일 저녁과 9월 30일 새벽에 베르너 스트리트나 그 근처에서 한 남자와 함께 있던 스트라이드를 보았다고 했다. 그러나 목격자들은 각각 다른 설명을 했다. 몇몇은 그 남자가 품평이 좋았다고 말했고, 다른 몇몇은 그가 음산했다고 했다. 그 사람이 초라한 옷을 입었다고 말한 사람과 옷을 잘 입었다고 말한 사람이 모두 있었다.

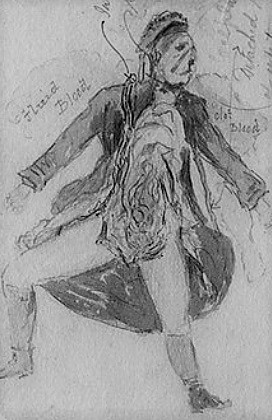
마이터 광장에서 발견된 캐서린 에도스의 시신을 그린 경찰의 그림

에도스의 시신은 엘리자베스 스트라이드의 시신이 발견된 지 34분 만에 시티 오브 런던의 마이터 광장 구석에서 발견되었다. 에도스의 목은 잘렸고 복부는 길고 깊은 상처가 나면서 들쭉날쭉하게 찢어져 있었으며 내장이 오른쪽 어깨 위에 놓이기까지 했다. 왼쪽 신장과 자궁의 상당 부분이 제거되었고 코와 뺨이 각각 세로로 0.4인치, 0.5인치 잘렸으며 눈꺼풀은 수직으로 잘려서 얼굴은 기형이 되었다. 에도스의 눈을 정점으로 해서 양쪽 뺨이 삼각형 모양으로 잘렸고, 이후에 오른쪽 귓바퀴와 귓불의 일부가 옷에서 발견되었다. 에도스의 시신을 부검한 경찰 외과 의사는 몸을 전부 자르기까지 최소 5분이 걸렸을 것이라고 추정했다.
조셉 라웬데(Joseph Lawende)라는 담배 판매원은 살인 직전에 두 친구와 함께 광장을 지나갔고, 에도스로 보이는 여성과 함께 초라한 외모를 가진 금발의 남성을 보았다고 증언했지만, 라웬데의 동료들은 그의 증언을 증명할 수 없었다. 스트라이드와 에도스가 살해된 사건은 "더블 이벤트"로 알려지게되었다.
오전 2시 55분, 에도스의 피 묻은 앞치마의 일부가 화이트채플 골스턴 가에 있는 공동 주택 입구에서 발견되었다. 앞치마 조각 바로 위의 벽에는“유대인들은 아무 비난을 받지 않지 않을 이들이다(The Juwes are the men that will not be blamed for nothing)," 또는 “유대인들은 아무 비난을 받지 않을 받을 이들이 아니다(The Juwes are not the men who will be blamed for nothing).”라고 분필로 쓰인 낙서가 있었다. 이 낙서는 골스턴 가 낙서로 알려지게 되었다. 유대인이 살인범으로 추정할 수 있게하는 낙서이지만 살인자가 앞치마를 떨어뜨릴 때 쓴 낙서인지, 사건과 관련이 없는 우발적인 낙서인지는 확실하지 않다. 이 같은 낙서는 화이트채플에서는 흔한 일이었다. 찰스 워런 광역경찰청장은 반유대주의 폭동의 유발을 우려하여 동이 트기 전에 글을 없애라고 지시했다.
내장이 꺼내진 메리 제인 켈리의 시신은 1888년 11월 9일 금요일 오전 10시 45분에 스피탈필즈의 도싯 가에 있는 13 밀러스 코트의 단칸방 침대 위에서 발견되었다. 얼굴은 아무것도 못 알아볼 정도로 마구 잘려 있었고, 목부터 척추까지 잘려 있었으며 복부 안에는 장기가 거의 없었다. 자궁과 신장, 한 쪽 유방은 머리 아래에, 다른 내장은 발 옆에 있었고 침대 주위와 침대 옆 탁자 위에는 복부와 허벅지 일부가 놓여 있었다. 심장은 범죄 현장에서 사라져있던 상황이었다.
13 밀러스 코트의 벽난로에서 재가 발견되었다. 이를 통해 살인자가 시신을 훼손하면서 방을 밝히기 위해 여러 가연성 물품을 태웠음을 알 수 있다. 마지막에 피워진 불은 주전자와 주둥이 사이에 있는 땜납을 녹여 화격자에 떨어지게 할 정도로 강했다.

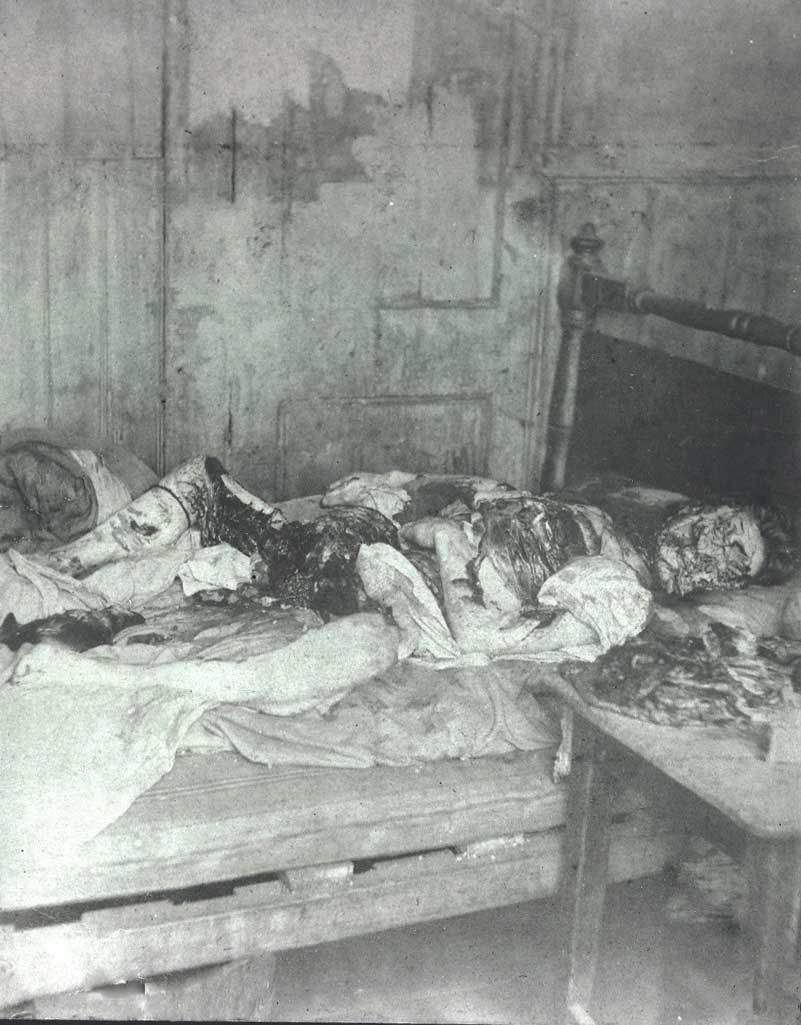
1888년 11월 9일 스피탈필즈의 13 밀러스 코트에서 발견된 메리 제인 켈리의 시신을 경찰이 촬영한 사진

캐노니컬 파이브 살인은 각각 한 달이나 일주일(또는 그 정도) 정도 지난 후의 주말이나 그에 가까운 무렵 밤에 자행되었다. 방해를 받았을 가능성이 있는 스트라이드 살인을 제외하면 살인이 계속됨에 따라 시신의 훼손은 점점 더 심해졌다. 니컬스는 어떤 장기도 사라지지 않았지만 채프먼은 자궁부터 방광과 질의 일부까지 사라졌다. 에도스는 자궁과 왼쪽 신장이 없어졌고 얼굴이 잘려 있었다. 켈리의 시신은 사방으로 난도질 된 얼굴처럼 장기가 광범위하게 적출되었고 조직은 뼈까지 잘려나갔는데, 심장은 유일하게 범죄 현장에서 보이지 않았던 신체 기관이다.
5건의 살인이 동일인이 저지른 살인이라는 생각은 다른 살인자의 가능성을 무시하고 5건의 살인을 하나의 사건으로 연관짓던 당시 문서에서 발생했다. 1894년, 광역경찰청장이자 형사수사부(CID) 국장인 멜빌 맥나튼 경은 "화이트채플 살인자는 다섯 명의 피해자를 만들었고 피해자는 오직 다섯명이다."라고 보고서를 작성했다. 마찬가지로 1888년 11월 10일 경찰 외과의사 토마스 본드(Thomas Bond)가 런던 CID 국장 로버트 앤더슨(Robert Anderson)에게 보낸 편지에서 캐노니컬 파이브의 피해자들은 이어져 있었다.
일부 연구자들은 살인 중 일부는 확실하게 한 명이 한 일이지만 알려지지 않은 살인자들이 각기 행동하여 다른 범죄를 저질렀다고 생각한다. 작가인 스튜어트 P 에반스(Stewart P. Evans)와 도널드 럼벨로(Donald Rumbelow)는 캐노니컬 파이브는 "리퍼 신화"이며 니컬스, 채프먼, 에도스 이 세가지 사건은 분명히 동일인의 범행으로 볼 수 있지만 스트라이드와 켈리도 같은 사람에게 살해당했는지는 불확실하다고 했다. 반대로, 태브럼과 켈리 사건 사이의 6건도 한 명의 소행이라고 생각하는 사람들도 있다. 검사 병리학자 조지 백스터 필립스(George Bagster Phillips)의 조수인 퍼시 클라크(Percy Clark)는 살인 중 3건만 연관지었고 나머지는 나약한 개인(혹은 개인들)의 모방 범죄라고 생각했다. 맥나튼은 살인 사건 이듬해까지 경찰에 합류하지 않았으며 그의 메모에는 용의자의 심각한 사실 오류가 있었다.

### 이후의 화이트채플 살인사건
일반적으로 메리 제인 켈리는 잭 더 리퍼의 마지막 희생자로 여겨지며 범인의 죽음, 투옥, 시설 수용, 이민 등으로 인해 범죄 행위가 종료된 것으로 본다. 화이트채플 연쇄살인사건 파일은 캐노니컬 파이브 이후 발생한 4건의 살인에 대해서도 자세히 설명되어있다. 4건의 살인은 로즈 밀렛(Rose Mylett), 앨리스 맥켄지(Alice McKenzie), 핀치 가(Pinchin Street) 몸통, 프랜시스 콜스(Frances Coles) 살인이다.
1888년 12월 20일 교살당한 26세의 로즈 밀렛의 시신은 포플러의 클라크스야드에서 발견되었다. 다툼의 흔적은 없었고, 경찰은 그녀가 술에 취한 상태에서 실수로 목걸이로 목을 맸거나 자살한 것으로 봤다. 그러나 목 한쪽에 끈으로 생긴 희미한 자국 때문에 밀렛의 목이 졸렸다는 것을 알 수 있었다. 밀렛의 죽음을 조사한 후 배심원단은 살인 평결을 내렸다.
앨리스 맥켄지는 1889년 7월 17일 자정이 지나고 나서 화이트채플의 캐슬 골목에서 살해되었다. 맥켄지는 목에 2개의 자상을 입었고 왼쪽 경동맥이 베여 있었다. 몸 여러 곳에서 작은 타박상과 상처가 발견되었으며, 왼쪽 가슴에서 배꼽까지 이어지는 7인치 정도의 얕은 상처도 있었다. 검사 병리학자 중 한 명인 토마스 본드(Thomas Bond)는 이 사건이 잭 더 리퍼의 소행이라고 보았지만, 이전에 피해자 세 명의 시신을 부검했던 동료 조지 백스터 필립스(George Bagster Phillips)는 동의하지 않았다. 작가들 사이에서도 맥켄지를 죽인 살인자가 의심을 받지 않으려고 잭 더 리퍼의 살인 수법으로 맥켄지를 살해한건지, 잭 더 리퍼가 살인자인지에 대해서 의견이 양분된다.
"핀치 가 몸통"은 1889년 9월 10일 화이트채플의 핀치 가 철도 아치교 아래에서 발견된 30세에서 40세 사이의 신원을 알 수 없는 여성의 부패한 몸통으로 머리와 다리는 존재하지 않았다. 피해자의 등, 엉덩이, 팔에 멍이 있어서 죽기 직전에 심하게 구타를 당했음을 추측할 수 있다. 성기에는 부상이 없었지만 복부는 곳곳이 절개되었다. 그녀는 몸통이 발견되기 약 하루 전에 살해당했고, 토막난 시신의 일부분은 오래된 케미즈 아래 숨겨져 철도 아치교 아래로 옮겨진 것으로 본다.

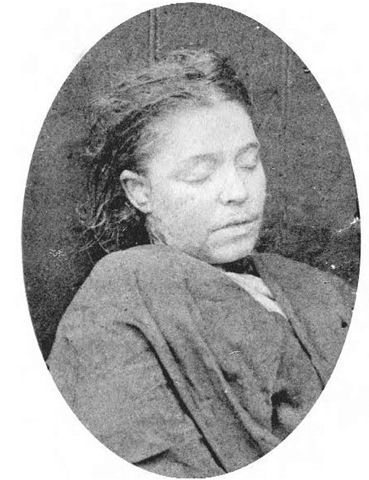
프랜시스 콜스는 1891년 2월 13일 화이트채플의 철도 아치교 아래에서 목이 잘린 채로 발견되었다.

1891년 2월 13일 오전 2시 15분에 PC 어니스트 톰슨(PC Ernest Thompson)은 화이트채플의 스월로 가든(Swallow Gardens)에 있는 철도 아치교 아래에 누워 있던 프랜시스 콜스라는 25세의 매춘부를 발견했다. 목은 깊게 베였지만 몸은 잘리지 않았고 그래서 톰슨이 가해자를 저지했다고 생각하는 사람이 나왔다. 콜스는 발견 당시 살아 있었지만 의료 지원이 도착하기 전에 사망했다. 스토커 제임스 토머스 새들러 (53세)가 앞서 콜스와 함께 술을 마시던 모습이 목격되었고 두 사람은 콜스가 사망하기 약 3시간 전에 언쟁을 벌인 것으로 알려졌다. 새들러는 경찰에 체포되어 살인 혐의로 기소되었다. 그는 잠시 동안 잭 더 리퍼로 여겨졌지만, 이후 1891년 5월 3일 증거 불충분으로 법정에서 풀려났다.

### 그 외의 추정 피해자들
시사 평론가들은 11건의 화이트채플 연쇄살인사건 외의 사건들에 잭 더 리퍼를 연관지었다. "페어리 페이(Fairy Fay)"의 경우 실제로 일어난 것인지 조작된 것인지 불명이다. 주장하는 바에 따르면 "페어리 페이"는 12월 26일 말뚝으로 복부가 관통된 상태로 상업로 도로의 출입구 근처에서 발견된 신원 불명의 여성의 시신에 붙여진 별명이다. 그러나 1887년 크리스마스 즈음에 화이트채플에서 기록된 살인 사건은 없었다. '페어리 페이'는 에마 엘리자베스 스미스가 질에 막대기 같은 뭉툭한 물건이 찔려 살해당했다는 언론 보도를 통한 혼란으로 탄생한 것으로 본다. 저자 대부분이 "페어리 페이"라는 희생자가 절대 존재하지 않았다고 본다.
1888년 2월 25일 애니 밀우드(Annie Millwood)라는 38세 과부는 다리와 하반신에 다수의 자상을 입어 화이트 채플 노역 의무실에 입원했고 밀우드는 누군지 모를 사람에게 주머니칼로 공격받았다고 직원에게 알렸다. 이후 밀우드는 퇴원했지만 3월 31일에 자연사했다. 이후, 밀우드는 잭 더 리퍼의 첫 번째 희생자로 추정되었지만 잭 더 리퍼와 이 습격을 명확하게 연관지을 수는 없다.
또 다른 피해자로 추정되는 에이다 윌슨(Ada Wilson)이라는 젊은 양장사는 1888년 3월 28일 보우에 있는 집 현관 앞에서 접이식 칼로 목을 두 번 찔렸지만 생존했다고 한다. 40세의 앤 파머(Annie Farmer)는 마사 태브럼과 같은 숙소에 거주했으며 1888년 11월 21일 습격 사실을 신고했다. 파머는 목에 얕은 상처를 입었다. 두 목격자는 파머가 비명을 지르기 전에 입과 손에 피가 묻은 이름 모를 남성이 "그녀가 한 짓을 보라!"라고 외치며 숙소를 뛰쳐나왔다고 진술했다. 그녀의 상처는 가벼웠으며 자해했을 것으로 추정된다.
"화이트홀 미제사건"은 1888년 10월 2일 화이트홀에 건설 중이던 새 경찰청 본부 지하에서 머리가 없는 여성의 몸통을 발견하고 나서 만들어진 명칭이다. 앞선 9월 11일에 핌리코 인근 템스강에서 떠다니던 시신의 팔과 어깨가 발견되었고, 왼쪽 다리는 10월 17일 몸통이 발견된 곳 근처에서 묻힌 채로 발견되었다. 남은 사지와 머리는 회수되지 않았으며 시신의 신원도 확인되지 않았다. 시신의 훼손 상태는 다리와 머리가 잘렸지만 팔은 잘리지 않았는데, 핀치 가 몸통과 비슷했다.

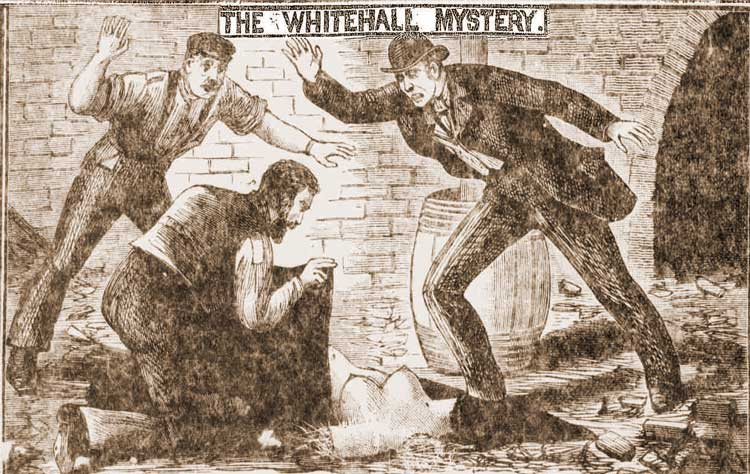
1888년 10월의 "화이트홀 미제사건"

화이트홀 미제사건과 핀치 가 사건 모두 "토르소 킬러(Torso killer)"라고 불리는 연쇄 살인범이 저지른 연쇄 살인 사건 "탬스 미제사건"의 일부였을 수 있다. 잭 더 리퍼와 '토르소 킬러'가 동일 인물인지, 같은 지역에서 활동하는 별개의 연쇄 살인범인지는 논란의 여지가 있다. 토르소 킬러의 살인 방식은 리퍼의 살인 방식과는 달라서 당시 경찰은 둘의 관계를 신경 쓰지 않았다. 토르소 킬러의 네 명의 피해자 중 엘리자베스 잭슨 한 명만 신원이 확인되었다. 잭슨은 1889년 5월 31일부터 6월 25일까지 3주 동안 템스 강에서 여러 신체 부위가 수습된 첼시의 24세 매춘부였다.
1888년 12월 29일, 브래드포드의 매닝햄에 있는 마구간에서 12월 27일에 실종된 존 길(John Gill)이라는 7세 소년의 시신이 발견되었다. 시신의 다리는 잘려 있었고, 복부는 열렸으며, 창자의 일부는 뽑혀있었고, 심장과 한쪽 귀는 없어졌다. 리퍼 살인 사건과 유사해서 리퍼가 그를 죽였을 것이라는 언론의 추측이 이어졌다. 소년의 고용주인 23세 우유 배달원 윌리엄 배렛(William Barrett)은 살인 혐의로 두 번 체포되었지만 증거 불충분으로 풀려났다. 결국 아무도 기소되지 않았다.
1891년 4월 24일 뉴욕시에서 캐리 브라운(Carrie Brown, 셰익스피어 작품의 대사를 인용하는 습관 때문에 "셰익스피어"라는 별명이 붙었다고 함)은 옷으로 목이 졸려졌고 칼로 베여져 죽었다. 사타구니 부위에 크게 찢어진 상처가 있고 다리와 등에는 얇은 상처가 난 시신이 발견되었다. 침대 위에서 난소가 발견되었지만, 의도된 것인지 의도치 않은 것인지는 몰라도 아무 장기도 없어지지 않았다. 이 사건은 화이트채플의 연쇄 살인 사건과 비교된 적이 있었지만 광역경찰청은 어떠한 연관도 없다고 결론지었다.

## 수사

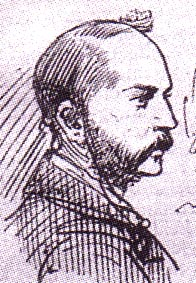
프레더릭 에벌라인 경감

화이트채플 연쇄살인사건을 수사한 시티오브런던 경찰 문서의 대다수가 영국 대공습 당시 소실되었다. 남아 있는 광역경찰청 문서를 통해 빅토리아 시대의 수사 절차를 자세히 알 수 있었다. 대규모 경찰 팀이 화이트채플 전역에서 호별로 수사를 실시했으며 법의학 자료를 수집하고 조사했다. 경찰은 용의자를 식별하여 추적했고 더 면밀하게 조사하거나 수사에서 제외했다. 경찰은 지금도 이와 같은 방법으로 수사한다. 2,000명 이상의 사람들이 인터뷰를 받았고 300명 이상이 취조받았으며 80명이 구금되었다. 스트라이드와 에도스가 살해된 후 시티오브런던 경찰청장 제임스 프레이저 경은 잭 더 리퍼에게 500파운드의 현상금을 걸었다.
에드먼드 레이드(Edmund Reid) 경위가 이끄는 광역경찰청 화이트채플(H) 부서의 형사수사부(CID)가 가장 먼저 수사를 시작했다. 니컬스가 살해되고나서, 수사관 프레더릭 에벌라인, 헨리 무어, 월터 사이먼 앤드루스가 스코틀랜드 야드 본청에서 파견되어 수사를 지원했다. 시티오브런던 경찰은 시티오브런던에서 발생한 에도스 살인 사건 이후 형사 제임스 매퀼리엄(James McWilliam)이 지위했다. CID를 새로 이끌게 된 로버트 앤더슨이 채프먼, 스트라이드, 에도스가 살해될 때였던 9월 7일부터 10월 6일까지 스위스로 휴가를 다녀온 탓에 수사의 전반적인 방향이 틀어졌다. 이로 인해 광역경찰청장 찰스 워런 경은 경감 도널드 스완슨(Donald Swanson)을 수석 수사관에 임명하여 스코틀랜드 야드의 수사를 방향을 조정하려 했다.
시신의 훼손 방식 때문에 도살업자, 내과의사, 외과의사들은 의심을 받았다. 시티오브런던 경찰청장 대행인 헨리 스미스 소령이 남긴 유서에서는 지역 정육점 주인과 도축업자의 알리바이가 조사되었고 그 결과 수사에서 제외되었다고 나와 있다. 스완슨 경위가 내무부에 보낸 보고서에 따르면 76명의 정육점 주인과 도축업자가 방문했으며 지난 6개월 동안 일하던 모든 직원이 수사 대상에 포함되었다. 빅토리아 여왕을 포함한 일부는 살인 패턴이 런던과 유럽 본토 사이를 오가는 목축선 중 하나에 있던 정육점 주인이나 소 몰이가 범인일 것이라고 추측했다. 화이트채플은 런던 부두와 가까이 있고 주로 목축선은 목요일이나 금요일에 정박했고 토요일이나 일요일에 출발했다. 목축선은 검문되었지만 배의 이동은 한 척도 살인 날짜와 일치하지 않았으며 배 사이의 선원 이동도 고려되지 않았다.

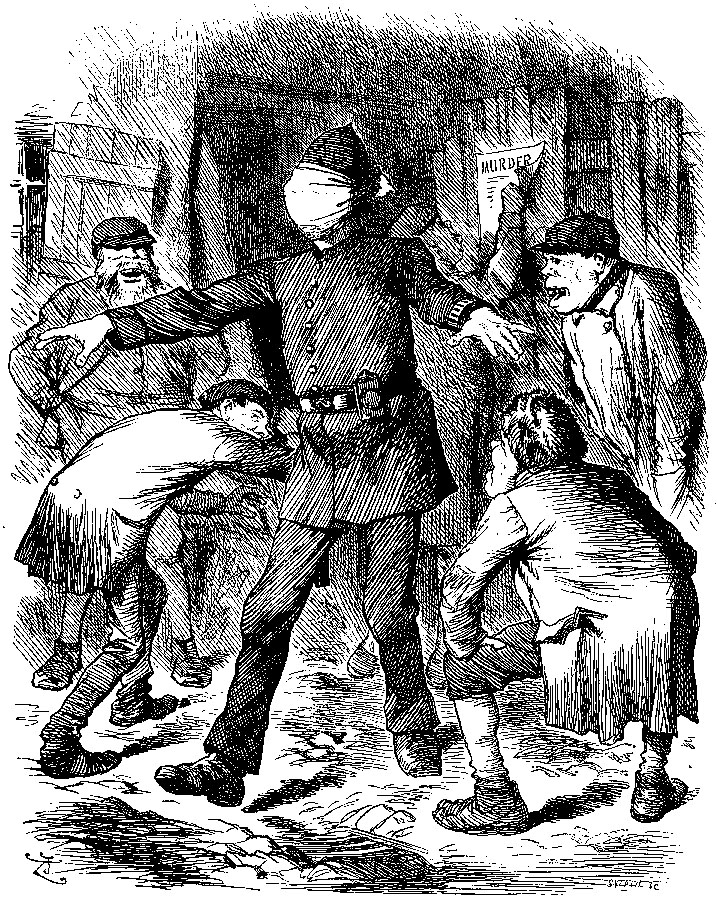
"까막잡기": 존 테니얼이 1888년 9월 22일 펀치에 투고한 카툰은 경찰의 무능함을 비판한다. 경찰이 무능하고 제대로 관리되지 않고 있어서 살인범을 체포하지 못했다는 급진주의자들의 태도가 이로 인해서 더욱 강화되었다.

### 화이트채플 자경위원회
1888년 9월, 이스트엔드오브런던에서 한 자원 봉사 시민 단체가 화이트채플 자경위원회를 구성했다.. 경찰이 살인범을 체포하지 못한 것에 대한 불만과 살인이 지역 상권에 부정적인 영향을 미치고 있다는 일부 회원의 우려가 있었고 자경위원회가 용의자를 찾기 위해 거리를 순찰하게 되었다. 위원회는 정부에 살인범의 정보를 제공한 사람에게 줄 현상금을 인상할 것을 청원했고, 자체적으로도 50파운드의 보상금을 수여했다. 독자적으로 사설 탐정을 고용하여 증인을 심문하기도 했다.

### 범죄 프로파일링
10월 말, 로버트 앤더슨은 경찰 외과의사 토마스 본드에게 살인자의 수술 기술과 지식의 정도를 설명해줄 것을 요청했다. 본드의 살인자 성격 분석은 가장 오래된 범죄심리분석이다. 본드는 가장 심하게 훼손된 피해자를 조사했고 이전 4건의 살인 사건의 사후 기록을 바탕으로 살인자를 평가했다. 그는 다음과 같이 썼다:
5건의 살인 모두 같은 인물에 의한 사건임이 틀림없습니다. 처음 네 건은 목이 왼쪽에서 오른쪽으로 잘린 것으로 보입니다. 마지막 건은 시신이 심하게 훼손되어 치명상이 어느 쪽으로 났는지는 알 수 없지만, 머리가 눕혀져있던 벽 근처에서 동맥혈이 발견되었습니다.

모든 정황을 살펴보면 피해자들이 살해당할 때 누워있었을 것이라 짐작할 수 있게 됩니다. 그리고 모두 목이 가장 먼저 잘려나갔을 겁니다.

본드는 살인자가 과학적, 해부학적 지식이나 도살 기술 지식을 가지고 있다는 주장에 강하게 반대했다. 본드의 견해는 살인자가 혼자 있는 습관의 영향으로 살인과 성적인 것을 좋아하는 조증 환자이며, 토막 살인의 성격은 성욕과다증을 나타내는 것일 수 있다는 것이었다. 또한 본드는 "살인 충동이 마음 속의 복수심이나 우울함에서 비롯되었을 수도 있고, 조증이 지병이었을 수도 있지만 어느 가설도 가능성이 있지 않다고 생각한다"라고 말했다.
살인자가 피해자와 성행위를 했다는 증거는 없지만, 심리학자들은 칼로 피해자를 찌르고서 상처가 노출된 상태인 피해자들을 성적 수치심을 느끼는 자세로 전시하는 것에서 살인자가 성적 쾌락을 얻었다고 추측한다. 이러한 견해를 증명할 수 없는 가정으로 치부하는 사람들은 이를 반증하려고 한다.
당시 기록은 모순점들이 있고 신뢰성이 낮을 뿐만 아니라, 남아있는 법의학적 증거도 부족해서 살인자의 정체를 알아내기가 어렵다. 현존하는 편지를 DNA 분석해도 살인자를 찾아내지 못했다. 쓸 수 있는 자료는 이미 여러 차례 다루었고, 의미 있는 결과를 얻기에는 편지가 너무 오염되어 있다. DNA 증거가 서로 다른 두 명의 용의자를 살인자로 가리킨다는 양립할 수 없는 주장들이 있어왔고, 두 방법론 역시 비판받아 왔다.

## 용의자

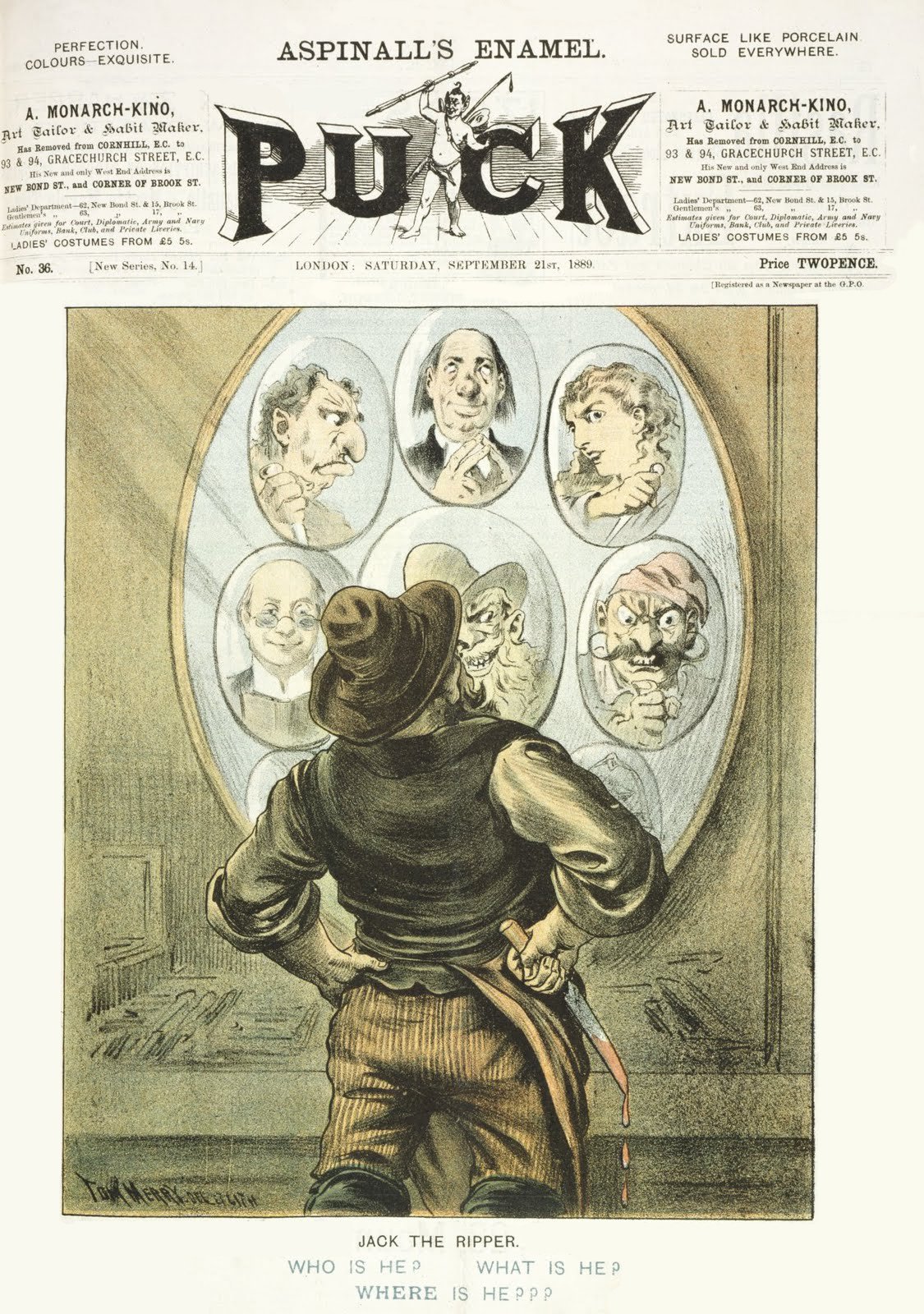
잭 더 리퍼의 정체에 대한 추측: 만화가 톰 메리의 퍽 1889년 9월 21일호 표지

주말과 공휴일 즈음에, 가까운 거리에서 사건의 발생이 집중된 것으로 보아 리퍼는 정규직으로 일을 하고 있었으며 현지에 살았다는 것을 알 수 있다. 살인자가 교육을 받은 상류층이고 부유한 지역에서 화이트채플로 들어온 의사나 귀족이었을 수 있다고 생각하는 사람들도 있다. 이러한 이론들은 의학계에 대한 두려움, 현대 과학에 대한 불신, 가난한 사람들을 착취하는 자본가 같은 인식이 내재되어 있다. 살인 사건 후 수년이 지나서는 사실상 당시 문서에서 사건과 관련이 있다면 누구든지 용의자로 여겨졌으며, 영국 왕실의 일원, 예술가, 의사 외에도 경찰 수사에도 오르지 않은 많은 유명 인사들이 여기에 포함되었다. 그 당시 살아있던 사람들은 모두 죽은 지 오래되었고, 현대 작가들은 "주장을 뒷받침하는 어떤 역사적 증거도 필요 없이" 아무나 자유롭게 고발할 수 있다. 당시 경찰 문서에 이름이 올라 있는 용의자는 멜빌 맥나튼 경이 1894년 작성한 비망록에 있던 3명 뿐이지만, 이들이 범인이란 증거는 기껏해야 정황일 뿐이다.
잭 더 리퍼의 정체와 직업에 대해서는 매우 많은 설이 있지만 당국은 어느 것에도 동의하지 않고 이름이 알려진 용의자의 수도 100명이 넘는다. 잭 더 리퍼 사건에 지속적인 관심이 갔음에도 리퍼의 신원은 아직까지도 밝혀지지 않았다. 리퍼 사건에 대한 연구와 분석을 "리퍼학(ripperology)"이라는 용어를 사용해 나타내기도 했으며 살인은 수많은 소설 작품에도 영감을 주었다.

## 편지
화이트채플 연쇄살인사건이 진행되는 동안 경찰과 언론 외에도 개인에게까지 사건에 관한 수백 통의 편지가 보내졌다. 일부 편지는 선의로 살인자를 잡는 방법을 알려줬지만 대다수는 거짓이거나 별 쓸모가 없었다.
살인자가 직접 썼다고 주장하는 수백 통의 편지 중 "사장 전상서" 편지, "음탕한 재키" 엽서, "지옥으로부터" 편지 이 세 편지는 특히 눈에 띈다.
1888년 9월 27일 소인이 찍힌 "사장 전상서" 편지는 센트럴 뉴스 에이전시에서 접수되었고, 9월 29일 스코틀랜드 야드로 보내졌다. 처음에는 날조된 것으로 여겨졌지만, 에도스가 편지 소인이 찍힌 지 3일 만에 한쪽 귀 부분이 비스듬히 잘려나간 채 발견되었을 때, "여자 귀를 잘라버리겠다"라는 작성자의 선언이 주목을 받았다. 에도스의 귀는 습격 도중 살인자에 의해 우연히 베인 것으로 보이며, 그 귀를 경찰에게 보내겠다는 편지 작성자의 협박은 이뤄지지 않았다. "잭 더 리퍼"라는 이름은 이 편지의 서명에서 처음 사용되었고 편지가 공개된 후 세계적으로 악명을 얻었다. 이후의 편지들은 대부분 "사장 전상서" 편지의 어조를 따라했다. 일부는 1888년 9월 17일자의 다른 편지가 "잭 더 리퍼"라는 이름을 처음으로 사용했다고 주장하지만, 대부분의 전문가들은 그 편지가 20세기에 경찰 기록에 끼워진 가짜라고 보고 있다.

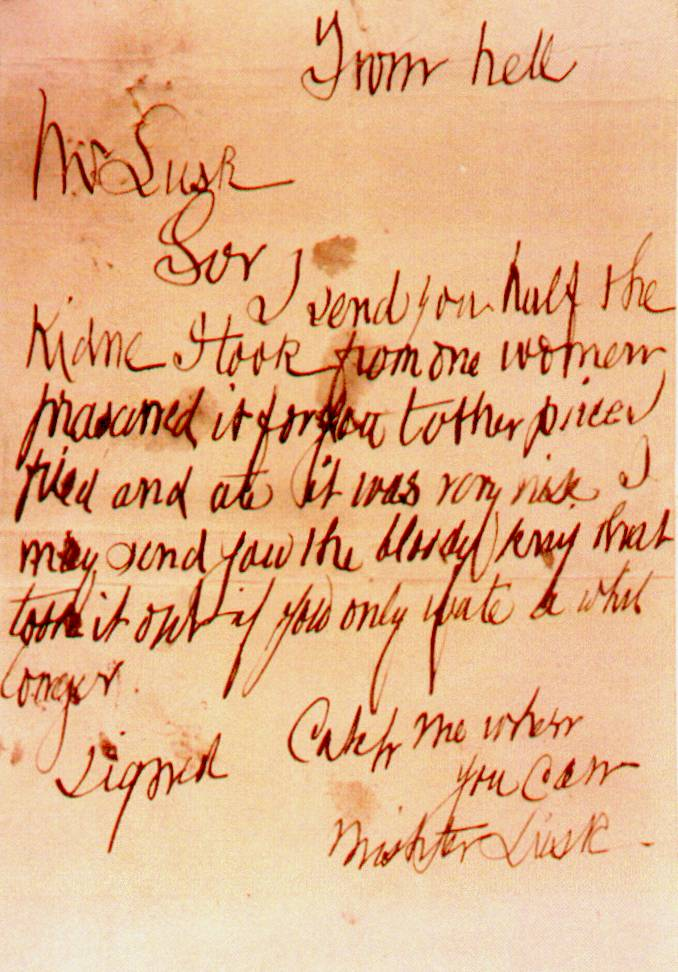
지옥으로부터 편지

"음탕한 재키"엽서는 1888년 10월 1일에 소인이 찍혔고 같은 날 센트럴 뉴스 에이전시에서 수령되었다. 필체는 "사장 전상서"편지와 비슷하며, 작성자는 편지에서 9월 30일에 일어난 살인 사건을 "이번 더블 이벤트"라고 언급했다. 살인 사건이 알려지기 전에 편지가 게시되었기 때문에 크랭크(대부분이 거짓이라고 생각하는 사실을 진실이라고 믿는 사람들을 경멸하는 용어)가 그런 범죄 사실을 알고 있겠냐는 주장이 제기되었다. 그러나, 살인이 일어난 지 24시간 이상이 지나고 나서야 소인이 찍혔다. 기자들이 살인의 자세한 내용을 알고 보도하고 나서는, 화이트채플 주민들 사이에서 그저그런 이야깃거리가 되었다.
1888년 10월 16일 화이트채플 자경위원회 위원장 조지 러스크는 "지옥으로부터" 편지를 받았다. 필체와 문체는 사장 전단서 편지나 음탕한 재키 엽서와는 달랐다. 편지는 에탄올로 보존된 인간의 신장의 절반이 들어있던 작은 상자와 함께 왔다. 살인자에 의해 에도스의 왼쪽 신장이 제거된 것이었다. 작성자는 없어진 신장의 절반을 튀겨 먹었다고 주장했다. 신장에 대해서는 의견이 분분하다. 에도스의 신장이 맞다고 주장하는 사람들이 있는 반면, 무시무시한 장난이었을 뿐이라고 주장하는 사람들도 있다. 신장은 런던 병원의 토머스 호록스 오픈쇼 박사가 검사했는데, 인간의 왼쪽 신장이라고 결과가 나왔지만, 다른 생물학적 특징들은 알아낼 수 없었다. 오픈쇼는 그 후에 "잭 더 리퍼"라고 서명이 된 편지를 받았다.
스코틀랜드 야드는 10월 3일 "사장 전상서" 편지와 엽서를 공개했는데, 이는 누군가가 편지의 필체를 알아보기를 바라는 헛된 희망이었다. 찰스 워런은 고드프리 루싱턴(Godfrey Lushington) 내무부 차관에게 보낸 편지에서 이렇게 설명했다: "저는 이 모든 것이 거짓이라고 생각하지만 우리는 어떻게 되든 글쓴이를 찾아서 확인해야만 합니다." 1888년 10월 7일, 조지 R. 심스는 일요신문 리퍼리에서 그 편지가 신문의 발행부수를 높이기 위해 기자가 쓴 편지였음을 시사했다. 경찰 관계자는 나중에 특정 언론인이 "사장 전상서" 편지와 엽서의 작성자라고 주장했다. 1913년 9월 23일, 수석 수사관 존 리틀차일드가 조지 R 심스에게 보낸 편지에서 그 기자가 톰 불런임이 밝혀졌다. 보도에 따르면 프레드 베스트라는 이름의 기자는 1931년 자신과 더 스타에서 일하던 동료가 살인에 대한 관심도를 높이고 자신들의 사업을 이어나가기 위해 "잭 더 리퍼"로 서명한 편지를 썼다고 고백했다.

## 매체에서

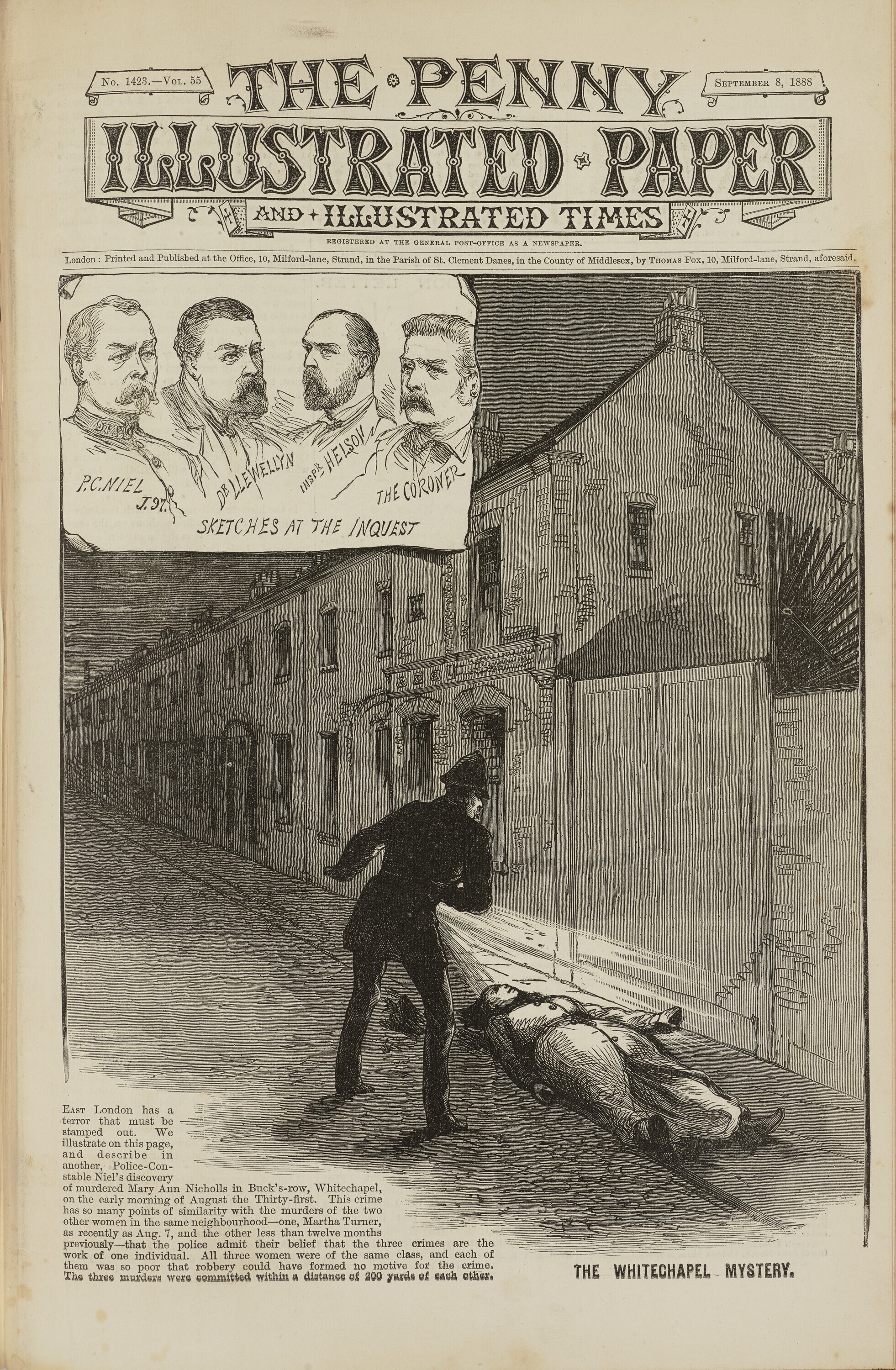
1888년 9월 8일 최초의 잭 더 리퍼 희생자로 알려진 메리 앤 니컬스의 시신 발견을 그린 페니 일러스트 페이퍼

리퍼의 연쇄 살인은 기자들의 범죄 보도에 있어 중요한 분수령이 된다. 잭 더 리퍼는 최초의 연쇄 살인범은 아니었지만, 리퍼의 연쇄살인사건은 전세계 언론의 광풍같은 관심을 부른 최초의 사건이었다. 1880년 기본 교육법(이전 법안에서 확장됨)이 제정되며 사회 계급과는 상관없이 의무적으로 학교에 다니게 되었다. 그래서 1888년까지 잉글랜드와 웨일스에서 더 많은 노동계급이 글을 읽고 쓸 줄 알게 되었다.
1850년대의 조세 개혁으로 인해 값싼 신문이 많이 발행되었다. 일러스트레이티드 폴리스 뉴스 같은 인기 잡지들을 비롯한 그 당시에 나온 신문들은 빅토리아 시대 후반에 반 페니 정도의 저렴한 가격으로 대량으로 발행되어 리퍼를 이전과는 비교할 수 없을 만큼 널리 알렸다. 그로 인하여, 수사가 한창일 때, 화이트채플 연쇄살인사건을 광범위하게 보도한 신문이 매일 백만 부 이상 팔렸다. 그러나, 많은 기사들이 선정적이고 추측 뿐인 기사였고, 잘못된 정보가 사실인 것처럼 쓰인 경우가 많았다. 리퍼의 정체를 추측하는 일부 기사는 살인자가 유대인이거나 외국인이라고 하면서 지역 내 외국인 혐오 감정을 부추겼다.
9월 초, 매리 앤 니컬스가 살해된 지 6일이 지나고 나서 맨체스터 가디언은 다음과 같이 보도했다:"경찰이 어떤 정보를 가지고 있든, 그들은 비밀을 지켜야 한다고 생각한다. (중략) 그들은 '가죽 앞치마'라는 악명 높은 인물에게 특히 관심을 보인다." 언론인들은 CID가 수사 세부 사항을 대중에게 잘 공개하지 않자 실망했고, 신뢰도 낮은 기사 작성을 할 수 밖에 없었다. 어떤 언론은 "가죽 앞치마"의 묘사를 상상해서 출판했지만, 경쟁 언론은 이를 "기자의 공상에서 나온 신화"라고 일축했다. 가죽 공업으로 신발을 제작하는 유대인 존 파이저는 "가죽 앞치마"라는 별명으로 불렸으며 수사관이 "현재 그에 대한 증거가 전혀 없다"고 보고했음에도 불구하고 파이저는 체포되었다. 파이저는 알리바이가 확인된 후 석방되었다.
"사장 전상서" 편지가 공개된 후 언론과 대중은 "가죽 앞치마" 대신 "잭 더 리퍼"라고 살인자를 불렀다. "잭"이라는 이름은 이미 또 다른 런던의 전설적인 습격자를 지칭하는 데 사용되었다. "스프링힐드 잭"은 벽을 뛰어넘어 피해자를 공격했고 빠르게 현장을 벗어났다. 매체에서 특정 살인자에게 붙이던 별명은 뉴올리언스 도끼맨, 보스턴 교살자, 순환 도로 저격수와 같은 여러 사건에 쓰이는 관행이 되었다. 잭 더 리퍼에서 파생된 예로는 프렌치 리퍼, 뒤셀돌프 리퍼, 캠든 리퍼, 블랙아웃 리퍼, 잭 더 스트리퍼, 요크셔 리퍼, 로스토브 리퍼가 있다. 아무도 살인 혐의로 유죄 판결을 받지 않은데다가 언론 보도도 선정적이어서 학계의 분석은 난잡해졌고 후대의 연쇄 살인마에게 그림자를 드리우는 전설이 만들어졌다.

## 유산

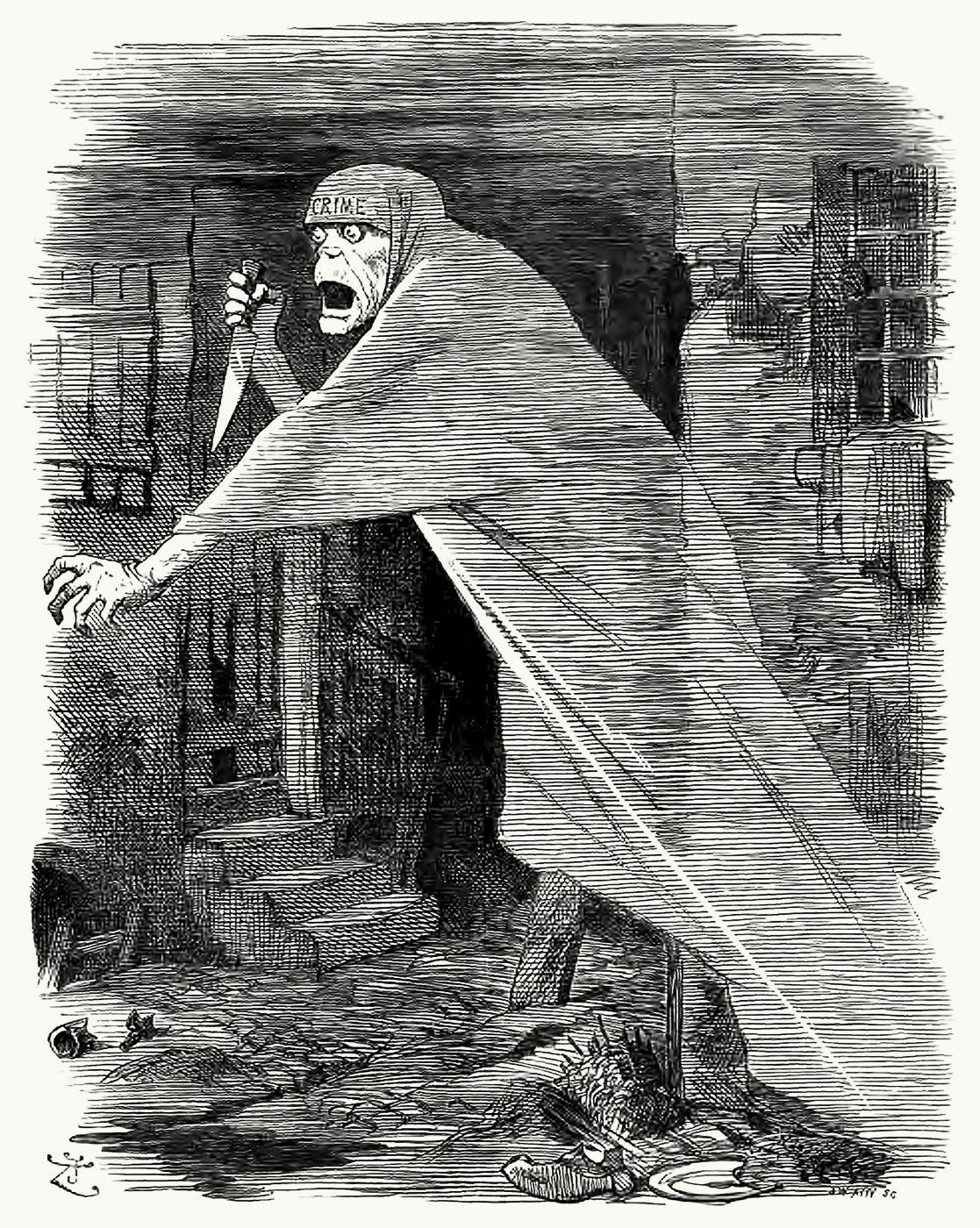
'방임의 천적(Nemesis of Neglect)': 잭 더 리퍼는 1888년 펀치의 카툰에서 화이트채플 주위를 배회하는 유령이자 사회적 무시가 구현된 형태로 묘사되었다.

연쇄 살인 사건의 성격과 피해자들의 빈곤한 생활 방식은 이스트엔드오브런던의 열악한 생활환경에 대한 관심을 불러일으켰으며 과밀화되고 비위생적인 빈민가에 대한 관심도 거세졌다. 살인 사건 이후 20년 동안, 최악의 빈민가는 깨끗이 치워지고 철거되었지만, 거리와 일부 건물들은 지금까지 남아있다. 리퍼의 전설은 살인 현장들과 사건과 관련된 여러 장소들에서 개최되는 다양한 투어를 통해 널리 알려지고 있다. 여러 해 동안, 커머셜 스트리트에 있는 텐 벨스 공공 주택(캐노니컬 파이브 중 한 명 이상의 피해자가 자주 드나들었던 곳)은 그러한 투어 장소 중 하나가 되었다.
2021년 10월 13일에 런던에서 개최되는 '시크릿 런즈' 10km 러닝 투어에 이스트엔드오브런던의 살인 현장을 방문하는 코스가 포함되었다. 행사는 영국 각계에서 비판받았다. 행사 주최사의 설립자인 바네사 케인 테잇은 영국 매체 '더 텔레그래프'에 "우리의 투어의 주제가 자극적이고 선동적인 것을 알고 있다"며 "우리는 희생자들에 대해 생각하고 '그들의 삶이 어땠는지'와 '당시 그들에게 무슨 일이 일어났는지'를 살펴보려던 것"이라고 해명했다.
살인 사건 직후와 그 이후, 잭 더 리퍼는 아이들의 부기맨이 되었다. 리퍼의 묘사는 판타지적이고 기괴했다. 1920년대와 1930년대의 잭 더 리퍼는 평상복을 입고 자신의 비밀을 숨기는 남자로, 순진한 피해자들을 사냥하는 모습으로 그려졌다. 리퍼의 분위기와 사악함은 조명 효과와 그림자로 표현되었다. 1960년대까지 리퍼는 "착취하는 귀족의 상징"이 되었고, 신사 복장을 하고 모자를 쓴 모습으로 더 자주 묘사되었다. 리퍼가 상류층의 착취의 상징이 되면서 기득권층은 악당으로 묘사되는 경우가 대다수가 되었다. 리퍼의 이미지는 드라큘라의 망토나 빅터 프랑켄슈타인의 장기 적출과 같은 공포 소설에서 나온 상징들과 합쳐지거나 차용되었다. 허구 속에서의 리퍼는 셜록 홈즈부터 일본의 에로틱 호러까지 다양한 장르와 융합할 수 있다.
잭 더 리퍼는 사실과 허구의 경계를 넘나들며 수백 편의 작품에 등장한다. 여기에는 잭 더 리퍼 편지와 잭 더 리퍼의 일기(The Diary of Jack the Ripper) 같은 날조된 일기도 포함된다. 리퍼는 소설, 단편 소설, 시, 만화책, 게임, 노래, 연극, 오페라, 텔레비전 프로그램, 영화 등 다양한 매체에서 등장한다. 100편이 넘는 논픽션 작품들이 잭 더 리퍼 연쇄 살인 사건을 집중적으로 다루고 있기 때문에, 이 사건은 가장 많이 쓰여진 실존하는 범죄 소재 중 하나가 될 수 있었다. "리퍼학"이라는 용어는 1970년대에 콜린 윌슨이 전문가와 아마추어들이 하는 잭 더 리퍼 연구를 설명하면서 처음 사용되었다. 리퍼라나(Ripperana),리퍼학자(Ripperologist), 리퍼 노트(Ripper Note)는 정기적으로 잭 더 리퍼 연구 결과를 출판하는 간행물이다.
2006년 BBC 히스토리 잡지 여론 조사에서 잭 더 리퍼가 역사상 최악의 영국인으로 선정되었다.
2015년 런던 동부에서 잭 더 리퍼 박물관이 문을 열었고 항의 시위가 있었다. 비슷한 시위가 2021년 그리니치에서 피시 앤 칩스 매장이 두 개의"잭 더 칩퍼(Jack The Chipper)" 매장 중 두 번째 매장을 개장했을 때 발생했으며 일부 고객은 해당 건물을 보이콧하겠다고 말했다.
마담 투소의 공포의 방에는 외모가 알려지지 않은 인물은 모델링하지 않는다는 방침에 따라, 유명하지 않은 수많은 살인자들과는 다르게 밀랍으로 세공된 잭 리퍼의 모습이 없다. 잭 더 리퍼는 그 대신 그림자로 등장한다.

## 같이 보기
- 화이트채플 연쇄살인사건
- 잭 더 리퍼에 관한 작품

### 내용주
1. ↑  사건 발생 년도가 1888년이기 때문에 이 때를 기준으로 만 15~18살이라는, 극단적인 최소 연령으로 치더라도 2021년 현재 최소 150살 이상은 된다는 결론이 나온다.
2. ↑  페어리 페이라는 이름은 1950년 10월 29일 레이놀즈 뉴스에서 "더 나은 이름을 원해서" 테런스 로빈슨(Terrence Robinson)이 처음 사용했다.
3. ↑  도널드 맥코믹은 "적어도 2000개 이상"으로 추정했다.(Evans and Skinner, Jack the Ripper: Letters from Hell, p. 180에서 인용). 1888년 10월 20일자 《일러스트레이티드 폴리스 뉴스》는 경찰이 700개 정도의 편지를 조사했다고 전했다.(Evans and Skinner, Jack the Ripper: Letters from Hell, p. 199에서 인용). 런던 기록물 보관소(Corporation of London Records Office)는 300개 이상의 편지를 가지고 있다.(Evans and Skinner, Jack the Ripper: Letters from Hell, p. 149).
4. ↑  200개 이상의 편지가 공공 기록물 보관소에 보관되어있다.(Evans and Skinner, Jack the Ripper: Letters from Hell, pp. 8, 180).

### 참고주
1. ↑  《Serial Killers: True Crime》. 93쪽. ISBN 978-0-7835-0001-0.
2. ↑  Kershen,, Anne J. 《The Immigrant Community of Whitechapel at the Time of the Jack the Ripper Murders》. Werner. 65–97쪽.
3. ↑  Vaughan, Laura. 《Mapping the East End Labyrinth》. Werner. 225쪽.
4. 1 2 3  《The Murders of the Black Museum: 1870–1970》. 54쪽. ISBN 978-1-854-71160-1.
5. ↑  부스, 찰스 (2008년 8월 5일). “Life and Labour of the People in London (London: Macmillan, 1902–1903)”.
6. ↑  《Novels and Social Writings》. 147쪽. ISBN 978-0-521-26213-2.
7. ↑  “Jack the Ripper: Why Does a Serial Killer Who Disembowelled Women Deserve a Museum?”. 《The Telegraph》. 2015년 7월 30일. 2021년 3월 8일에 원본 문서에서 보존된 문서. 2020년 2월21일에 확인함.
8. ↑  Evans and Skinner. 《Jack the Ripper: Letters from Hell》. 1쪽.
9. ↑  Evans and Skinner. 《Police report dated 25 October 1888, MEPO 3/1 ff》.
10. ↑  《The Ultimate Jack the Ripper Sourcebook》. 283쪽.
11. ↑  《Fido》. 82쪽.
12. ↑  《Rumbelow》. 12쪽.
13. ↑  《Rumbelow》. 14쪽.
14. ↑  《Jack the Ripper: The Complete Casebook》. 30쪽. ISBN 978-0-425-11869-6.
15. ↑  Begg. 《Jack the Ripper: The Definitive History》. 131-149쪽.
16. ↑  《Evans and Rumbelow》. 38-42쪽.
17. ↑  《Rumbelow》. 21-22쪽.
18. ↑  Marriott, John. 《The Imaginative Geography of the Whitechapel murders》. Werner. 31–63쪽.
19. ↑  Haggard, Robert F. 《Jack the Ripper As the Threat of Outcast London, Essays in History, vol. 35》. Corcoran Department of History at the University of Virginia.
20. ↑  《Woods and Baddeley》. 20쪽.
21. 1 2  The Crimes, 런던 광역경찰청, archived, 2017년 1월 29일에 원본 문서에서 보존됨, 2014년 10월 1일에 확인함
22. ↑  Cook, 33–34쪽; Evans and Skinner, The Ultimate Jack the Ripper Sourcebook, 3쪽
23. ↑  《Cook》. 151쪽.
24. 1 2 3 4  Keppe,Robert D, Weis, Joseph G.; Brown, Katherine M.; Welch, Kristen (2005), "The Jack the Ripper murders: a modus operandi and signature analysis of the 1888–1891 Whitechapel murders", Journal of Investigative Psychology and Offender Profiling, 2 (1): 1–21, doi 10.1002/jip.22
25. ↑  《Evans and Rumbelow》. 47–55쪽.
26. ↑  Begg, Jack the Ripper: The Facts, 29–30쪽
27. ↑  Begg, Jack the Ripper: The Definitive History, 27–28쪽; Evans and Rumbelow, 47–50쪽; Evans and Skinner, The Ultimate Jack the Ripper Sourcebook, 4–7쪽
28. ↑  Begg, Jack the Ripper: The Definitive History, 28쪽; Evans and Skinner, The Ultimate Jack the Ripper Sourcebook, 4–7쪽
29. ↑  e.g. 더 스타, 1888년 9월 8일, Begg, Jack the Ripper: The Definitive History, 155–156쪽과 Cook, 62쪽에서 인용
30. ↑  Davenport-Hines, Richard (2004). Jack The Ripper (fl, 1888) Archived 2015년 7월 25일 웨이백머신, 옥스퍼드 국립 전기 사전 옥스퍼드 대학 출판부. 온라인은 구독이 필요.
31. ↑  Begg, Jack the Ripper: The Definitive History, 29–31쪽; Evans and Rumbelow, 47–50쪽; Marriott, Trevor, 5–7쪽
32. 1 2  Begg, Jack the Ripper: The Facts, 35쪽
33. ↑  Jack the Ripper: The Definitive History ISBN 0-582-50631-X 63쪽
34. ↑  The Crimes, Detection and Death of Jack the Ripper ISBN 978-1-566-19537-9 17쪽
35. ↑  Evans and Rumbelow, 51–55쪽
36. ↑  Waddell, p. 75
37. ↑  Evans and Rumbelow, 51–55쪽; Marriott, Trevor, 13쪽
38. ↑  3000 Facts about Historic Figures ISBN 978-0-244-67383-3 171쪽
39. ↑  Begg, Jack the Ripper: The Facts, 43쪽
40. ↑  Whittington-Egan, The Murder Almanac, 91쪽
41. ↑  “Old Wounds: Re-examining the Buck's Row Murder”. casebook.org. 2004년 4월 2일. 2021년 1월 25일에 원본 문서에서 보존된 문서. 2020년 9월 4일에 확인함.
42. ↑  “Another Horrible Tragedy in Whitechapel”. casebook.org. 2004년 4월 2일. 2021년 1월 18일에 원본 문서에서 보존된 문서. 2020년 9월 2일에 확인함.
43. ↑  Eddleston, 21쪽; Evans and Rumbelow, 60–61쪽; Rumbelow, 24–27쪽
44. ↑  Rumbelow, 42쪽
45. ↑  The Murders of the Black Museum: 1870–1970 ISBN 978-0-863-79040-9 55–56쪽
46. ↑  Jack the Ripper – Through the Mists of Time ISBN 978-1-782-28168-9 p. 21쪽
47. ↑  Marriott, Trevor, 26–29쪽; Rumbelow, 42쪽
48. ↑  Begg, Jack the Ripper: The Facts, 76쪽
49. ↑  Jack the Ripper ISBN 978-0-760-78716-8, 36쪽
50. ↑  Begg, Jack the Ripper: The Definitive History, 153쪽; Cook, 163쪽; Evans and Skinner, The Ultimate Jack the Ripper Sourcebook, 98쪽; Marriott, Trevor, 59–75쪽
51. ↑  Holmes, Profiling Violent Crimes: An Investigative Tool, 233쪽
52. ↑  Naming Jack the Ripper: New Crime Scene Evidence, A Stunning Forensic Breakthrough ISBN 978-1-447-26423-1 60쪽
53. ↑  Cook, p. 157; Marriott, Trevor, pp. 81–125
54. ↑  Wilson et al., 38쪽
55. ↑  Begg, Jack the Ripper: The Definitive History, 176–184쪽
56. ↑  “The Whitechapel Murders: Rewards Offered”. 《Birmingham Daily Post》. 1888년 10월 2일. 2021년 10월 12일에 확인함.
57. ↑  Foul Deeds and Suspicious Deaths in London's East End ISBN 978-1-845-63001-0 p. 88
58. ↑  Jack the Ripper – Through the Mists of Time ISBN 978-1-782-28168-9 27쪽
59. ↑  “Catherine Eddowes a.k.a. Kate Kelly”. casebook.org. 2010년 1월 1일. 2021년 1월 13일에 원본 문서에서 보존된 문서. 2020년 4월 27일에 확인함.
60. ↑  검시관 조사에서의 의료 기록, no. 135, 런던 기록물 보관소, Evans and Skinner, 205–207쪽 and Fido, 70–74쪽에서 인용
61. ↑  Begg, Jack the Ripper: The Definitive History, 193–194쪽; 수석 수사관 스완슨의 보고서, 1888년 11월 6일, HO 144/221/A49301C, Evans and Skinner, 185–188쪽에서 인용
62. ↑  e.g. Evans and Skinner, Jack the Ripper: Letters from Hell, 30쪽; Rumbelow, 118쪽
63. ↑  Ripper Notes: The Legend Continues ISBN 978-0-978-91122-5 35쪽
64. ↑  Begg, Jack the Ripper: The Facts, 179쪽
65. ↑  Eddleston, 171쪽
66. ↑  Cook, p. 143; Fido, pp. 47–52; Sugden, p. 254
67. ↑  찰스 워런이 고드프리 루싱턴에게 보낸 편지, Permanent Under-Secretary of State for the Home Department, 1888년 11월 6일, HO 144/221/A49301C, Evans and Skinner, The Ultimate Jack the Ripper Sourcebook, 183–184쪽에서 인용
68. ↑  Foul Deeds and Suspicious Deaths in London's East End ISBN 978-1-781-59662-3 95쪽
69. ↑  Holmes, Profiling Violent Crimes: An Investigative Tool, 239쪽
70. ↑  Begg, Jack the Ripper: The Facts, 292–293쪽
71. ↑  토머스 본드 박사 "도싯 가에서 살해당한 여성의 시신 부검 노트" MEPO 3/3153 ff. 12–14, Sugden, 315, 319쪽에서 인용
72. ↑  Eddleston, 63쪽
73. ↑  e.g. Daily Telegraph, 1888년 11월 10일, Evans and Skinner, The Ultimate Jack the Ripper Sourcebook, 339–340쪽에서 인용
74. ↑  맥나튼의 노트, Evans and Skinner, The Ultimate Jack the Ripper Sourcebook, 584–587쪽과 Fido, 98쪽에서 인용
75. ↑  《Eddleston》. 70쪽.
76. ↑  Cook, 151쪽; Woods and Baddeley, 85쪽
77. ↑  맥나튼의 노트, Cook, p. 151; Evans and Skinner, The Ultimate Jack the Ripper Sourcebook, pp. 584–587, Rumbelow, p. 140에서 인용
78. ↑  토머스 본드가 로버트 앤더슨에게 보낸 편지, 1888년 11월 10일, HO 144/221/A49301C, Evans and Skinner, The Ultimate Jack the Ripper Sourcebook, 360–362쪽과 Rumbelow, 145–147쪽에서 인용
79. ↑  e.g. Cook, pp. 156–159, 199
80. ↑  Evans and Rumbelow, p. 260
81. ↑  East London Observer에서의 인터뷰, 1910년 5월 14일, Cook, pp. 179–180쪽과 Evans and Rumbelow, 239쪽에서 인용
82. ↑  Marriott, Trevor, pp. 231–234; Rumbelow, p. 157
83. ↑  Davenport-Hines, Richard (2004). "Jack the Ripper (fl. 1888)" 보관됨 2015-07-25 - 웨이백 머신, 옥스포드 국립 전기 사전. 옥스포드 대학 출판부. 온라인은 구독 필요.
84. ↑  Begg, Jack the Ripper: The Facts, 35쪽
85. ↑  “Frances Coles: Murdered 13 February 1891”. jack-the-ripper.org. 2010년 4월 2일. 2021년 2월 8일에 원본 문서에서 보존된 문서. 2021년 2월 4일에 확인함.
86. ↑  Alias Jack the Ripper: Beyond the Usual Whitechapel Suspects ISBN 978-1-476-62973-5 p. 179
87. ↑  Jack the Ripper: The Forgotten Victims ISBN 978-1-306-47495-5 p. 125
88. 1 2  Evans and Rumbelow, pp. 245–246; Evans and Skinner, The Ultimate Jack the Ripper Sourcebook, pp. 422–439
89. ↑  Begg, Jack the Ripper: The Facts, p. 314
90. ↑  “Rose Mylett (1862–1888)”. casebook.org. 2010년 1월 1일. 2019년 10월 20일에 원본 문서에서 보존된 문서. 2020년 4월 19일에 확인함.
91. ↑  “Alice McKenzie a.k.a. "Clay Pipe" Alice, Alice Bryant”. casebook.org. 1 January 2010년 1월 1일. 23 January 2021년 1월 23일에 원본 문서에서 보존된 문서. 2020년 4월 26일에 확인함.
92. ↑  Evans and Rumbelow, pp. 208–209; Rumbelow, p. 131
93. ↑  Evans and Rumbelow, p. 209
94. ↑  Marriott, Trevor, p. 195
95. ↑  Eddleston, p. 129
96. ↑  Begg, Jack the Ripper: The Facts, p. 316
97. ↑  The Thames Torso Murders of Victorian London ISBN 978-1-476-61665-0 p. 159
98. ↑  Evans and Rumbelow, p. 210; Evans and Skinner, The Ultimate Jack the Ripper Sourcebook, pp. 480–515
99. ↑  Fido, p. 113; Evans and Skinner (2000), pp. 551–557
100. ↑  Begg, Jack the Ripper: The Facts, p. 317
101. 1 2  Evans and Rumbelow, pp. 218–222; Evans and Skinner, The Ultimate Jack the Ripper Sourcebook, pp. 551–568
102. 1 2  Stewart P Evans, Nicholas Connell. 《The Man Who Hunted Jack The Ripper》. ISBN 1-902791-05-3.
103. ↑  《Fido》. 15쪽.
104. ↑  “The Importance of Fairy Fay, and Her Link to Emma Smith”. casebook.org. 2010년 1월 1일. 2021년 1월 23일에 원본 문서에서 보존된 문서. 2020년 4월 25일에 확인함.
105. 1 2  Begg. 《Jack the Ripper: The Facts》. 21-25쪽.
106. ↑  Evans and Skinner. 《The Ultimate Jack The Ripper Sourcebook》. 3쪽.
107. ↑  《Sugden》. 5-6쪽.
108. ↑  The Eastern Post and City Chronicle, 7 April 1888
109. ↑  Begg. 《Jack The Ripper: The Facks》. 26쪽.
110. ↑  Begg. 《Jack the Ripper: The Facts》. 21-25쪽.
111. ↑  Beadle, William (2009). 《Jack the Ripper: Unmasked》. London: John Blake. 75쪽. ISBN 978-1-84454-688-6.
112. ↑  《Beadle》. 77쪽. 《Fido》. 16쪽.
113. ↑  Begg. 《Jack The Ripper: The Facks》. 27쪽.
114. ↑  e.g. East London Advertiser, 1888년 3월 31일
115. ↑  《Beadle》. 207쪽.
116. ↑  Begg. 《Jack the Ripper: The Facts》. 311-312쪽.
117. ↑  《Beadle》. 207쪽.《Fido》. 100쪽.
118. ↑  “Casebook: Annie Farmer”. casebook.org. 2004년 4월 2일. 2021년 6월 11일에 확인함.
119. ↑  《Evans and Rumbelow》. 142-144쪽.
120. ↑  “Scotland Yard is Built on a Crime Scene Related to an Unsolved Murder: The Whitehall Mystery”. 《The Vintage News》. 2016년 10월 29일. 2020년 8월 6일에 원본 문서에서 보존된 문서. 2020년 4월 19일에 확인함.
121. 1 2  Gordon, R. Michael. 《The Thames Torso Murders of Victorian London》. North Carolina: McFarland & Company. ISBN 978-0-7864-1348-5.
122. ↑  《Evans and Rumbelow》. 210-213쪽.
123. ↑  “Elizabeth Jackson”. casebook.org. 2004년 4월 2일. 2021년 1월 23일에 원본 문서에서 보존된 문서. 2021년 1월 27일에 확인함.
124. ↑  Gordon, R. Michael (2003). 《The American Murders of Jack the Ripper》. California: Greenwood Publishing. 190쪽. ISBN 978-0-275-98155-6.
125. ↑  “Unsettling Tale of Murder in Victorian Bradford”. 《Telegraph and Argus》. 2017년 11월 21일. 2021년 5월 8일에 원본 문서에서 보존된 문서. 2020년 5월 8일에 확인함.
126. 1 2 3  Evans and Skinner. 《Jack the Ripper: Letters from Hell》. 136쪽.
127. 1 2 3  Vanderlinden, Wolf (2003–04). "The New York Affair", in Ripper Notes part one No. 16 (July 2003); part two No. 17 (January 2004), part three No. 19 (July 2004 ISBN 0-9759129-0-9)
128. ↑  “Home: Introduction to the Case”. casebook.org. 2010년 1월 1일. 2021년 1월 13일에 원본 문서에서 보존된 문서. 2020년 4월 16일에 확인함.
129. 1 2  Canter, David. 《Criminal Shadows: Inside the Mind of the Serial Killer》. London: HarperCollins. 12–13쪽. ISBN 0-00-255215-9.
130. ↑  수사관 도널드 스완슨이 홈 오피스(Home Office)에 제출한 보고서, 1888년 11월 19일, HO 144/221/A49301C, Begg, Jack the Ripper: The Definitive History, 205쪽; Evans and Rumbelow, 113쪽; Evans and Skinner, The Ultimate Jack the Ripper Sourcebook, 125쪽에서 인용
131. ↑  Begg. 《Jack the Ripper: The Facts》. 184쪽.
132. ↑  “The Enduring Mystery of Jack the Ripper”. London Metropolitan Police. 2010년 2월 4일에 원본 문서에서 보존된 문서. 2009년 1월 27일에 확인함.
133. ↑  Evans and Skinner. 《The Ultimate Jack the Ripper Sourcebook》. 675쪽.
134. ↑  Begg. 《Jack the Ripper: The Definitive History》. 205쪽.
135. ↑  《Rumbelow》. 274쪽.
136. ↑  수사관 도널드 스완슨이 홈 오피스에 제출한 보고서, 1888년 10월 19일, HO 144/221/A49301C, Begg, Jack the Ripper: The Definitive History, 206쪽 and Evans and Skinner, The Ultimate Jack the Ripper Sourcebook, 125쪽에서 인용
137. ↑  Marriott, John. 《The Imaginative Geography of the Whitechapel murders》. Werner. 48쪽.
138. ↑  Rumbelow, 93쪽; 데일리 텔레그레프, 1888년 11월 10일, Evans and Skinner, The Ultimate Jack the Ripper Sourcebook, 341쪽에서 인용
139. ↑  로버트 앤더슨이 홈 오피스에 제출, 1889년 1월 10일, 144/221/A49301C ff. 235–6, Evans and Skinner, The Ultimate Jack the Ripper Sourcebook, p. 399에서 인용
140. ↑  Begg. 《Jack the Ripper: The Definitive History》. 57쪽.
141. ↑  《Jack the Ripper – Through the Mists of Time》. 22쪽. ISBN 978-1-782-28168-9.
142. ↑  Begg. 《Jack the Ripper: The Facts》. 128쪽.
143. ↑  Evans and Skinner. 《The Ultimate Jack the Ripper Sourcebook》. 245-252쪽.
144. ↑  Evans and Rumbelow, 186–187쪽; Evans and Skinner, The Ultimate Jack the Ripper Sourcebook, 359–360쪽
145. ↑  《Canter》. 5~6쪽.
146. ↑  토머스 본드가 로버트 앤더슨에게 보낸 편지, 1888년 11월 10일, HO 144/221/A49301C, Evans and Skinner, The Ultimate Jack the Ripper Sourcebook, pp. 360–362 and Rumbelow, pp. 145–147에서 인용
147. ↑  토머스 본드가 로버트 앤더슨에게 보낸 편지, 1888년 11월 10일, HO 144/221/A49301C,Evans and Skinner, The Ultimate Jack the Ripper Sourcebook, pp. 360–362 and Rumbelow, pp. 145–147
148. 1 2 3  토머스 본드가 로버트 앤더슨에게 보낸 편지, 1888년 11월 10일, HO 144/221/A49301C, Evans and Skinner, The Ultimate Jack the Ripper Sourcebook, pp. 360–362 and Rumbelow, pp. 145–147
149. ↑  《Woods and Baddeley》. 38쪽.
150. ↑  Richard von Kraggr-Ebing. 《Woods and Baddeley》. 111쪽.
151. ↑  《Evans and Rumbelow》. 187-188, 261쪽. 《Woods and Baddeley》. 121-122쪽.
152. ↑  《Cook》. 31쪽.
153. ↑  Marks, Kathy (18 May 2006). "Was Jack the Ripper a Woman?" 보관됨 2020-12-12 - 웨이백 머신 The Independent, retrieved 5 May 2009
154. ↑  《Meikle》. 197쪽.
155. ↑  Connor, Steve, 《Jack the Ripper: Has notorious serial killer's identity been revealed by new DNA evidence?》
156. ↑  Marriott. 《Trevor》. 205쪽.
157. ↑  Begg. 《Jack the Ripper: The Definitive History》. 43쪽.
158. ↑  《Woods and Baddeley》. 111-114쪽.
159. ↑  “7 People Suspected of Being Jack the Ripper”. history.com. 2015년 7월 16일. 2020년 10월 14일에 원본 문서에서 보존된 문서. 2020년 10월 14일에 확인함.
160. ↑  “Sir William Withey Gull, 1st Baronet: English Physician”. britannica.com. 2020년 1월 25일. 2020년 12월 31일에 원본 문서에서 보존된 문서. 2020년 10월 17일에 확인함.
161. ↑  《Evans and Rumbelow》. 261쪽.
162. ↑  e.g. 《Pall Mall Gazette》에서의 프레더릭 애벌라인, 1903년 3월 31일, Begg, Jack the Ripper: The Definitive History, p. 264에서 인용
163. ↑  Whiteway, Ken. 《A Guide to the Literature of Jack the Ripper》. Canadian Law Library Review. 219-229쪽.
164. ↑  《Eddleston》. 195-244쪽.
165. ↑  《Whittington-Egan》. 91-92쪽.
166. ↑  Begg. 《Jack the Ripper: The Definitive History》. 165쪽.
167. ↑  “Letters to Police, Signed "Jack the Ripper," are Practical Jokes”. The Yorkshire Herald. 1888년 10월 8일. 2021년 8월 5일에 확인함.
168. ↑  《Fido》. 6-10쪽.
169. ↑  Cook, pp. 76–77; Evans and Rumbelow, p. 137; Evans and Skinner, Jack the Ripper: Letters from Hell, pp. 16–18; Woods and Baddeley, pp. 48–49
170. ↑  《Cook》. 78-79쪽.
171. ↑  《Cook》. 79쪽.
172. ↑  《Cook》. 77-78쪽.
173. ↑  《Cook》. 87쪽.
174. ↑  《Eddleston》. 155쪽.
175. ↑  Marriott. 《Trevor》. 223쪽.
176. ↑  Marriott. 《Trevor》. 219-222쪽.
177. 1 2  《Cook》. 79-80쪽.
178. ↑  Cullen, Tom (1965). 《Autumn of Terror》. London: The Bodley Head. 103쪽.
179. ↑  《Sugden》. 269쪽.
180. ↑  “The Whitechapel Murders”. 《The Kiama Independent and Shoalhaven Advertiser》. 1888년 11월 20일. 2021년 11월 18일에 확인함.
181. 1 2  《Evans and Rumbelow》. 170쪽.
182. ↑  《The Hype and the Press Speculation》, London Metropolitan Police
183. ↑  《Cook》. 146쪽.
184. ↑  Jack the Ripper 'Letter' Made Public 보관됨 2017-08-01 - 웨이백 머신, BBC, 19 April 2001, retrieved 2 January 2010
185. ↑  Evans and Skinner. 《Jack the Ripper: Letters from Hell》. 32-33쪽.
186. ↑  찰스 워런이 그드프리 루싱턴에게 보낸 편지, 1888년 11월 10일, 광역경찰청 아카이브 MEPO 1/48, Cook, p. 78; Evans and Rumbelow, p. 140 and Evans and Skinner, Jack the Ripper: Letters from Hell, p. 43에서 인용
187. ↑  Evans and Skinner, Jack the Ripper: Letters from Hell, pp. 41, 52 and Woods and Baddeley, p. 54에서 인용
188. ↑  Cook, pp. 94–95; Evans and Skinner, Jack the Ripper: Letters From Hell, pp. 45–48; Evans and Skinner, The Ultimate Jack the Ripper Sourcebook, pp. 624–633; Marriott, Trevor, pp. 219–222; Rumbelow, pp. 121–122
189. ↑  Cook, pp. 96–97; Evans and Skinner, Jack the Ripper: Letters from Hell, p. 49; Evans and Skinner, The Ultimate Jack the Ripper Sourcebook, p. 193; and Marriott, Trevor, p. 254에서 인용
190. ↑  프랜시스 E. 캠프스 교수, 1966년 8월, "More on Jack the Ripper", Crime and Detection, Evans and Skinner, Jack the Ripper: Letters from Hell, pp. 51–52에서 인용
191. 1 2  Davenport-Hines, Richard (2004). "Jack the Ripper (fl. 1888)" 보관됨 2015-07-25 - 웨이백 머신, 옥스포드 국립 전기 사전. 옥스포드 대학 출판부. 온라인은 구독 필요.
192. 1 2  《Woods and Baddeley》. 20, 52쪽.
193. ↑  “Education in England: A History”. educationengland.org.uk. 1998년 6월 1일. 2021년 2월 26일에 원본 문서에서 보존된 문서. 2020년 9월 14일에 확인함.
194. ↑  Begg. 《Jack the Ripper: The Definitive History》. 208쪽.
195. ↑  Curis, L. Perry Jr. (2001). 《Jack the Ripper and the London Press》. Yale University Press. ISBN 0-300-08872-8.
196. ↑  “Jack the Ripper”. psychologytoday.com. 2004년 1월 27일. 2021년 3월 31일에 원본 문서에서 보존된 문서. 2020년 1월 23일에 확인함.
197. ↑  “Murderers Who Haunt the Screen”. 《Borehamwood & Elstree Times》. 2006년 11월 30일. 2021년 3월 8일에 원본 문서에서 보존된 문서. 2020년 1월 23일에 확인함.
198. ↑  “Horror Upon Horror. Whitechapel is Panic-stricken at Another Fiendish Crime. A Fourth Victim of the Maniac”. casebook.org. 2010년 1월 1일. 2021년 1월 18일에 원본 문서에서 보존된 문서. 2020년 6월 1일에 확인함.
199. ↑  “John Pizer”. casebook.org. 2010년 1월 1일. 2020년 11월 24일에 원본 문서에서 보존된 문서. 2020년 6월 1일에 확인함.
200. ↑  Ignacio Peyro. “Who Was Jack the Ripper?”. 《nationalgeographic.co.uk》. 2021년 3월 31일에 원본 문서에서 보존된 문서. 2020년 6월 1일에 확인함.
201. ↑  멘체스터 가디언, 1888년 9월 6일, Begg, Jack the Ripper: The Definitive History, p. 98에서 인용
202. ↑  Davenport-Hines, Richard (2004). "Jack the Ripper (fl. 1888)" 보관됨 2015-07-25 - 웨이백 머신, Oxford Dictionary of National Biography. Oxford University Press. Subscription required for online version.
203. ↑  Begg. 《Jack the Ripper: The Definitive History》. 214쪽.
204. ↑  e.g. 멘체스터 가디언,1888년 9월 10일, and Austin Statesman, 1888년 9월 5일, in Begg, Jack the Ripper: The Definitive History, pp. 98–99에서 인용; 더 스타, 1888년 9월 5일, Evans and Rumbelow, p. 80에서 인용
205. ↑  Leytonstone Express and Independent, 1888년 9월 8일, Begg, Jack the Ripper: The Definitive History, p. 9에서 인용
206. 1 2  e.g. Marriott, Trevor, p. 251; Rumbelow, p. 49
207. ↑  CID 수사관 조셉 헬슨(Joseph Helson)의 보고서, 광역경찰청 아카이브, MEPO 3/140 ff. 235–8, Begg, Jack the Ripper: The Definitive History, p. 99와 Evans and Skinner, The Ultimate Jack the Ripper Sourcebook, p. 24에서 인용
208. ↑  Evans and Skinner. 《Jack the Ripper: Letters from Hell》. 13, 86쪽.
209. ↑  Ackroyed, Peter. 《Introduction》. Werner. 10쪽.
210. ↑  Marriott, John. 《The Imaginative Geography of the Whitechapel murders》. werner. 54쪽.
211. ↑  “The Whitechapel Murders”. Western Mail. 1888년 11월 17일. 2020년 12월 2일에 원본 문서에서 보존된 문서. 2020년 2월 9일에 확인함.
212. ↑  Begg. 《Jack the Ripper: The Definitive History》. 1-2쪽. 《Rivett and Whitehead》. 15쪽.
213. ↑  《Cook》. 139-141쪽.Vaughan, Laura, 236–237Vaughan, Laura. 《Mapping the East End Labyrinth》. Werner. 236-237쪽.
214. ↑  Dennis, Richard, "Common Lodgings and 'Furnished Rooms': Housing in 1880s Whitechapel", in Werner, pp. 177–179
215. ↑  Rumbelow, p. xv; Woods and Baddeley, p. 136
216. ↑  Begg. 《Jack the Ripper: The Definitive History》. 19쪽.
217. ↑  이지현 (2021년 10월 14일). “끔찍한 죽음을…"조깅하며 '잭 더 리퍼' 살인현장 투어합니다" 영국 발칵”. 《머니투데이》. 2021년 11월 27일에 확인함.
218. ↑  Dew, Walter (1938). I Caught Crippen. London: Blackie and Son. p. 126, quoted in Begg, Jack the Ripper: The Definitive History, p. 198
219. 1 2  Bloom, Clive. 《Jack the Ripper – A Legacy in Pictures》. Werner. 251쪽.
220. ↑  《Woods and Baddeley》. 150쪽.
221. ↑  Bloom, Clive. 《Jack the Ripper – A Legacy in Pictures》. Werner. 252-253쪽.
222. ↑  Bloom, Clive. 《Jack the Ripper – A Legacy in Pictures》. Werner. 255-260쪽.
223. ↑  Begg. 《Jack the Ripper: The Definitive History》. 299쪽. 《Rumbelow》. 251-253쪽.
224. ↑  Whiteway, Ken. 《A Guide to the Literature of Jack the Ripper》. Canadian Law Library Review. 219-229쪽.
225. ↑  《Woods and Baddeley》. 70,124쪽.
226. ↑  Evans, Stewart P. (April 2003). "Ripperology, A Term Coined By ...", Ripper Notes, copies at Wayback and Casebook 보관됨 2011-10-16 - 웨이백 머신
227. ↑  Creaton, Heather (April 2003), “Recent Scholarship on Jack the Ripper and the Victorian Media”, 《Reviews in History》 (333), 2006년 9월 28일에 원본 문서에서 보존된 문서, 2018년 6월 20일에 확인함
228. ↑  "Jack the Ripper is 'Worst Briton'" 보관됨 2009-02-03 - 웨이백 머신, 31 January 2006, BBC, retrieved 4 December 2009
229. ↑  《Woods and Baddeley》. 176쪽.
230. ↑  Khomami, Nadia (2015년 8월 5일). “Jack the Ripper museum architect says he was 'duped' over change of plans”. 《The Guardian》. ISSN 0261-3077. 2020년 11월 20일에 확인함.
231. ↑  Bennett-Ness, Jamie (2021년 8월 17일). “Locals Boycott Greenwich Chippy Named 'Jack the Chipper'”. 《News Shopper》. 2021년 8월 19일에 확인함.
232. ↑  Chapman, Pauline. 《Madame Tussaud's Chamber of Horrors》. London: Constable. 96쪽.
233. ↑  Warwick, Alexandra (2016), “The Scene of the Crime: Inventing the Serial Killer”, 《Social & Legal Studies》 15 (4): 552–569, CiteSeerX 10.1.1.610.8479, doi:10.1177/0964663906069547, S2CID 146167265

## 참고 문헌
- Begg, Paul (2003). Jack the Ripper: The Definitive History. London: Pearson Education. ISBN 0-582-50631-X
- Begg, Paul (2004). Jack the Ripper: The Facts. Barnes & Noble Books. ISBN 978-0-760-77121-1
- Bell, Neil R. A. (2016). Capturing Jack the Ripper: In the Boots of a Bobby in Victorian England. Stroud: Amberley Publishing. ISBN 978-1-445-62162-3
- Cook, Andrew (2009). Jack the Ripper. Stroud, Gloucestershire: Amberley Publishing. ISBN 978-1-84868-327-3
- Curtis, Lewis Perry (2001). Jack The Ripper & The London Press. Yale University Press. ISBN 0-300-08872-8
- Eddleston, John J. (2002). Jack the Ripper: An Encyclopedia. London: Metro Books. ISBN 1-84358-046-2
- Evans, Stewart P.; Rumbelow, Donald (2006). Jack the Ripper: Scotland Yard Investigates. Stroud, Gloucestershire: Sutton Publishing. ISBN 0-7509-4228-2
- Evans, Stewart P.; Skinner, Keith (2000). The Ultimate Jack the Ripper Sourcebook: An Illustrated Encyclopedia. London: Constable and Robinson. ISBN 1-84119-225-2
- Evans, Stewart P.; Skinner, Keith (2001). Jack the Ripper: Letters from Hell. Stroud, Gloucestershire: Sutton Publishing. ISBN 0-7509-2549-3
- Fido, Martin (1987), The Crimes, Detection and Death of Jack the Ripper, London: Weidenfeld and Nicolson, ISBN 0-297-79136-2
- Gordon, R. Michael (2000). Alias Jack the Ripper: Beyond the Usual Whitechapel Suspects. North Carolina: McFarland Publishing. ISBN 978-0-786-40898-6
- Holmes, Ronald M.; Holmes, Stephen T. (2002). Profiling Violent Crimes: An Investigative Tool. Thousand Oaks, California: Sage Publications, Inc. ISBN 0-7619-2594-5
- Honeycombe, Gordon (1982), The Murders of the Black Museum: 1870–1970, London: Bloomsbury Books, ISBN 978-0-863-79040-9
- Lynch, Terry; Davies, David (2008). Jack the Ripper: The Whitechapel Murderer. Hertfordshire: Wordsworth Editions. ISBN 978-1-840-22077-3
- Marriott, Trevor (2005). Jack the Ripper: The 21st Century Investigation. London: John Blake. ISBN 1-84454-103-7
- Meikle, Denis (2002). Jack the Ripper: The Murders and the Movies. Richmond, Surrey: Reynolds and Hearn Ltd. ISBN 1-903111-32-3
- Rivett, Miriam; Whitehead, Mark (2006). Jack the Ripper. Harpenden, Hertfordshire: Pocket Essentials. ISBN 978-1-904048-69-5
- Rumbelow, Donald (1990). Jack the Ripper. The Complete Casebook. New York City: Berkley Publishing Group. ISBN 978-0-425-11869-6
- Rumbelow, Donald (2004). The Complete Jack the Ripper. Fully Revised and Updated. London: Penguin Books. ISBN 978-0-14-017395-6
- Sugden, Philip (2002). The Complete History of Jack the Ripper. New York: Carroll & Graf Publishers. ISBN 0-7867-0276-1
- Thurgood, Peter (2013). Abberline: The Man Who Hunted Jack the Ripper. Cheltenham: The History Press Ltd. ISBN 978-0-752-48810-3
- Waddell, Bill (1993). The Black Museum: New Scotland Yard. London: Little, Brown and Company. ISBN 978-0-316-90332-5
- Werner, Alex (editor, 2008). Jack the Ripper and the East End. London: Chatto & Windus. ISBN 978-0-7011-8247-2
- Whittington-Egan, Richard; Whittington-Egan, Molly (1992). The Murder Almanac. Glasgow: Neil Wilson Publishing. ISBN 978-1-897-78404-4
- Whittington-Egan, Richard (2013). Jack the Ripper: The Definitive Casebook. Stroud: Amberley Publishing. ISBN 978-1-445-61768-8
- Wilson, Colin; Odell, Robin; Gaute, J. H. H. (1988). Jack the Ripper: Summing up and Verdict. London: Corgi Publishing. ISBN 978-0-552-12858-2
- Woods, Paul; Baddeley, Gavin (2009). Saucy Jack: The Elusive Ripper. Hersham, Surrey: Ian Allan Publishing. ISBN 978-0-7110-3410-5